# Roewe
Roewe este o marcă de vehicule creată de producătorul chinez SAIC Motor în 2006, care se concentrează pe mașini de lux. Vehiculele Roewe s-au bazat inițial pe tehnologia achiziționată de la defunctul producător de automobile britanic MG Rover. SAIC nu a putut achiziționa drepturile asupra mărcii Rover (care a fost păstrată de BMW, vândută ulterior Ford și în cele din urmă returnată la Jaguar Land Rover) și a creat marca Roewe ca înlocuitor. Este vândut pe majoritatea piețelor de export din afara Chinei sub marca MG.

## Nume
Numele Roewe provine din eșecul SAIC de a achiziționa marca Rover de la BMW c. 2005 (în schimb a fost vândut Ford în 2006, iar marca este în prezent deținută de Jaguar Land Rover). Compus din caracterele chinezești Róng și wēi, care înseamnă aproximativ „putere glorioasă”, numele este o transliterare a lui Rover, deși SAIC a declarat că este derivat din Löwe, cuvântul german pentru leu.

## Istorie
SAIC a achiziționat tehnologie referitoare la Rover 75 și Rover 25 după prăbușirea din 2005 a MG Rover, iar marca Roewe a apărut pentru prima dată pe o versiune a lui 75, Roewe 750. Intenționând inițial să achiziționeze toate activele companiei britanice eșuate, SAIC a fost depășită de Nanjing Automobile. În 2007, SAIC a fuzionat cu Nanjing Auto, așa că acum controlează acele proprietăți MG Rover, cum ar fi numele MG și o fabrică din Birmingham, uzina Longbridge, pe care inițial nu a putut să le achiziționeze.
Firma engleză de inginerie Ricardo a asistat la dezvoltarea modelelor Roewe timpurii și a înființat o nouă companie în Marea Britanie, Ricardo (2010) Consultants Ltd, care a contribuit la introducerea modelului 750 pe piață.[ Potrivit SAIC, lucrările la vehicul s-au făcut și în China. În 2007, Ricardo (2010) Consultants a fost achiziționat de SAIC și redenumit SAIC Motor UK Technical Centre. Are peste 200 de foști ingineri britanici Rover.
Marca Roewe a dezvăluit conceptul de mașină electrică Roewe Vision-R la Salonul Auto de la Guangzhou din 2015 din China, care prezintă o nouă generație a limbajului de design Roewe pentru marca chineză, prezentând cute ascuțite și o grilă pe toată lățimea care a evoluat de la Roewe anterior. grila de scut. Noua temă de design a fost aplicată produselor lansate la scurt timp după, precum Roewe i5, i6, RX3, RX5, RX7, RX8 și Marvel X, precum și facelift-urilor Roewe 950 și Roewe 360 Plus.

## Modelele actuale

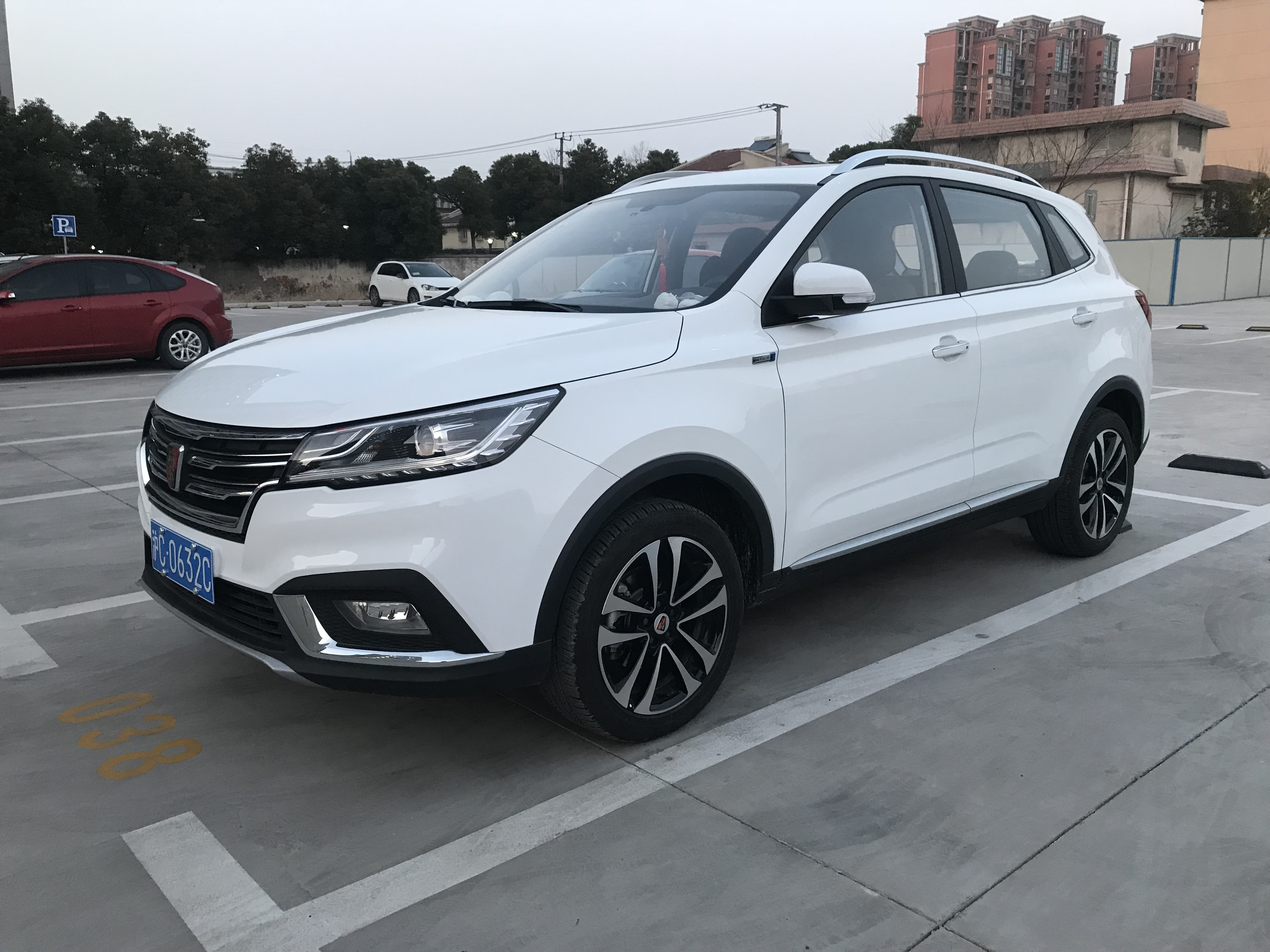
Roewe RX3 din Shanghai

- Roewe RX3 din ShanghaiRoewe Clever — Un supermini complet electric, succesorul lui Roewe E50.
- Roewe i5/Ei5 — Un break compact.
- Roewe i6/ei6/i6 Max/ei6 Max —A compact sedan.
- Roewe RX3/ RX3 Pro — Un crossover subcompact
- Roewe RX5/eRX5/ERX5/RX5 Plus - Un crossover compact, cu opțiuni hibride și complet electrice.
- Roewe RX5 Max — Un crossover de dimensiuni medii mai de lux, bazat pe RX5.
- Roewe Marvel X/ Marvel R — Un CUV electric de mărime medie.
- Roewe RX8 — SUV-ul de dimensiuni mari al lui Roewe
- Roewe RX9
- Roewe iMAX8 — Roewe iMAX8 este un monovolum produs de Roewe din 2020.

## Concepte

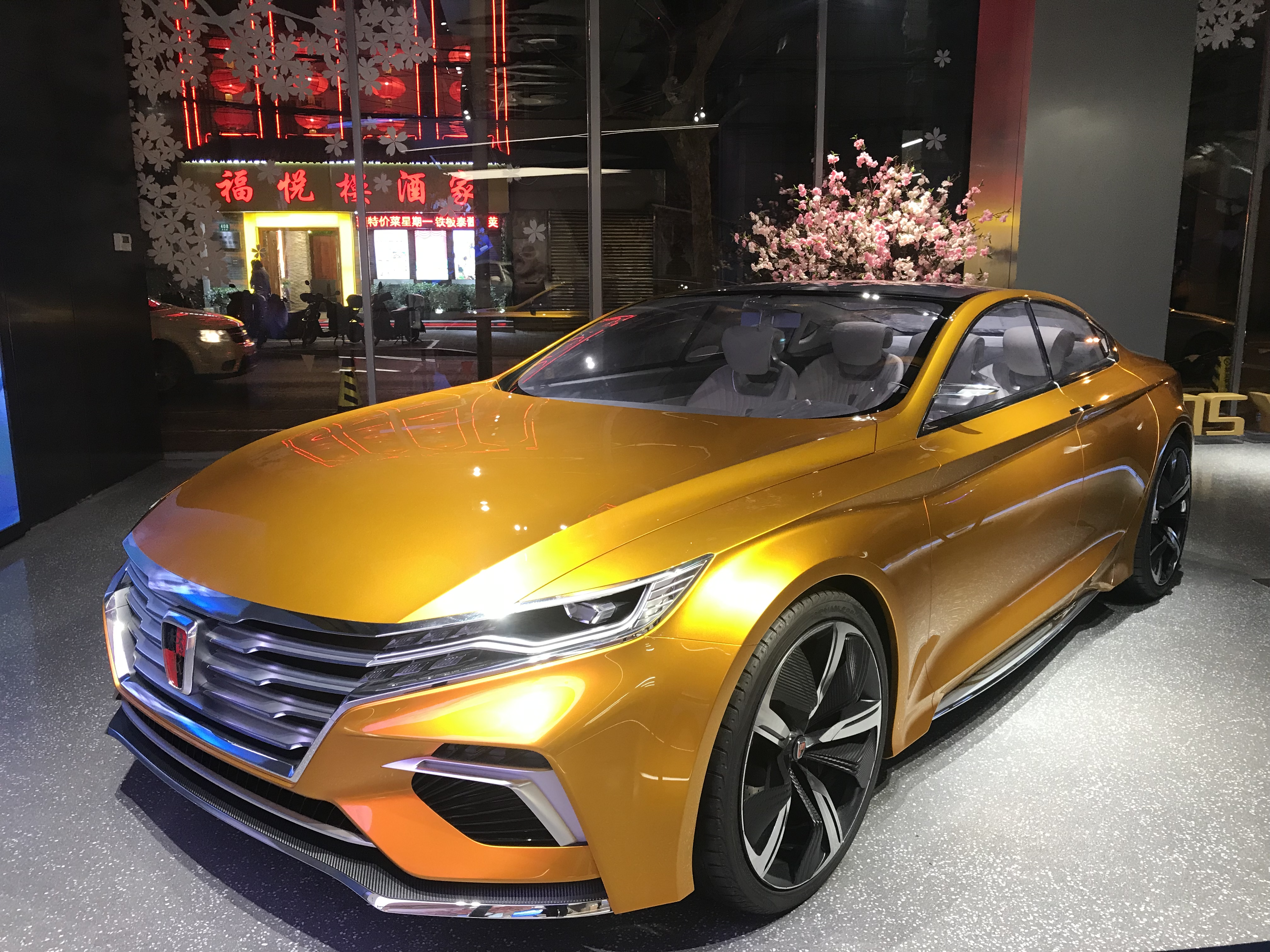
Conceptul Roewe Vision-R frontal

- Roewe Whale / Roewe Jing

- Roewe Vision-R

## Fostele modele

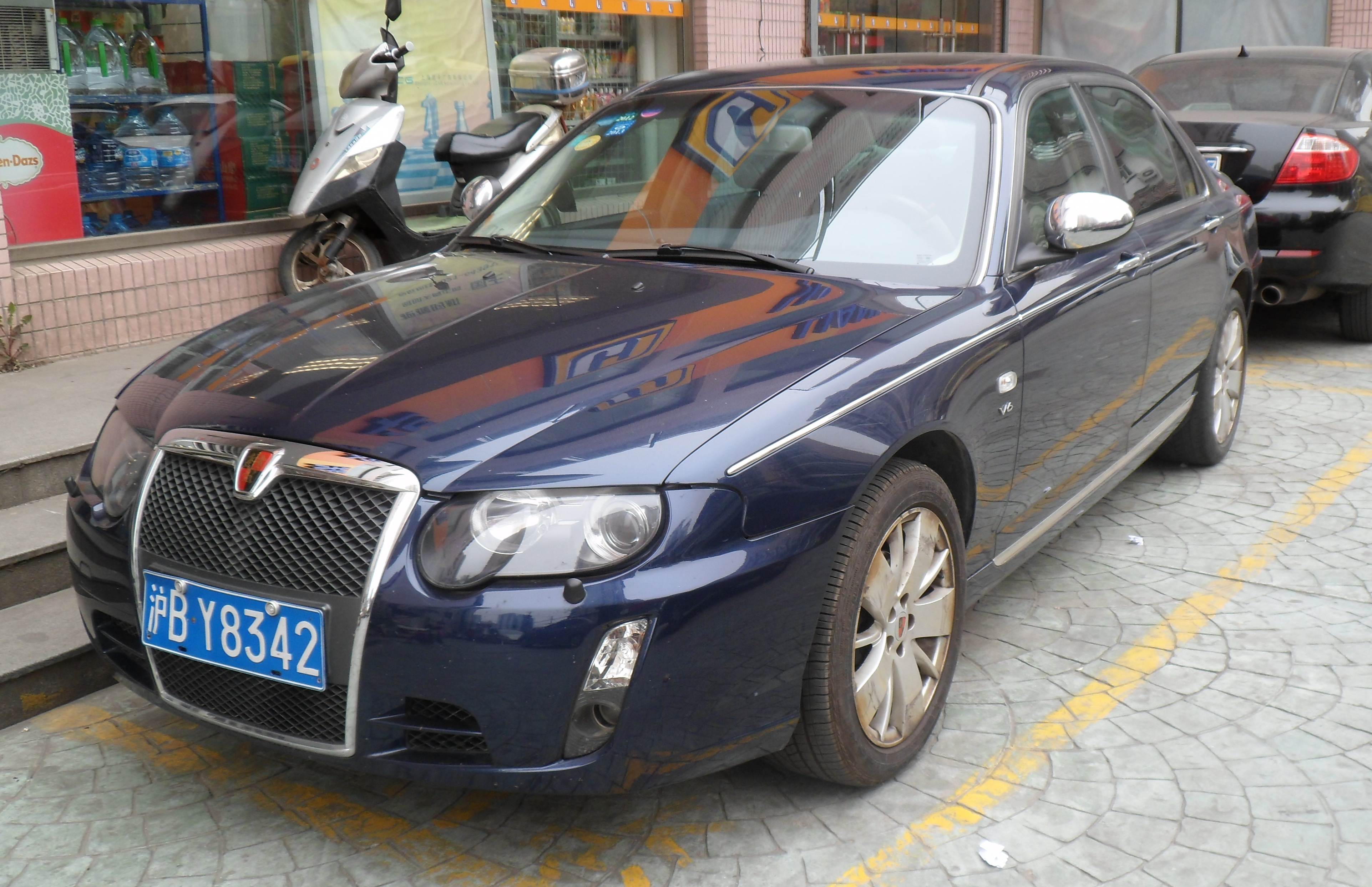
Roewe 750

Roewe 950/ e950 — Executive sedan și modelul emblematic al gamei Roewe
- Roewe 750 (2006-2016) — Un sedan de lux de dimensiuni medii, bazat pe Rover 75

- Roewe 550 (2008-2014) — A compact car, also based on the Rover 75
- Roewe 360/360 Plus. — Un sedan compact, înlocuitor pentru Roewe 350 învechit
- Roewe 350 (2010-2014) — O mașină compactă
- Roewe W5 (2011-2017) - Un SUV de dimensiuni medii, bazat pe SsangYong Kyron
- Roewe E50 (2013-2016) — Un supermini complet electric
- Roewe 850 (????-????) - Un sedan de lux de dimensiuni mari, bazat pe președintele SsangYong

## Galerie de produse
Produse anterioare:

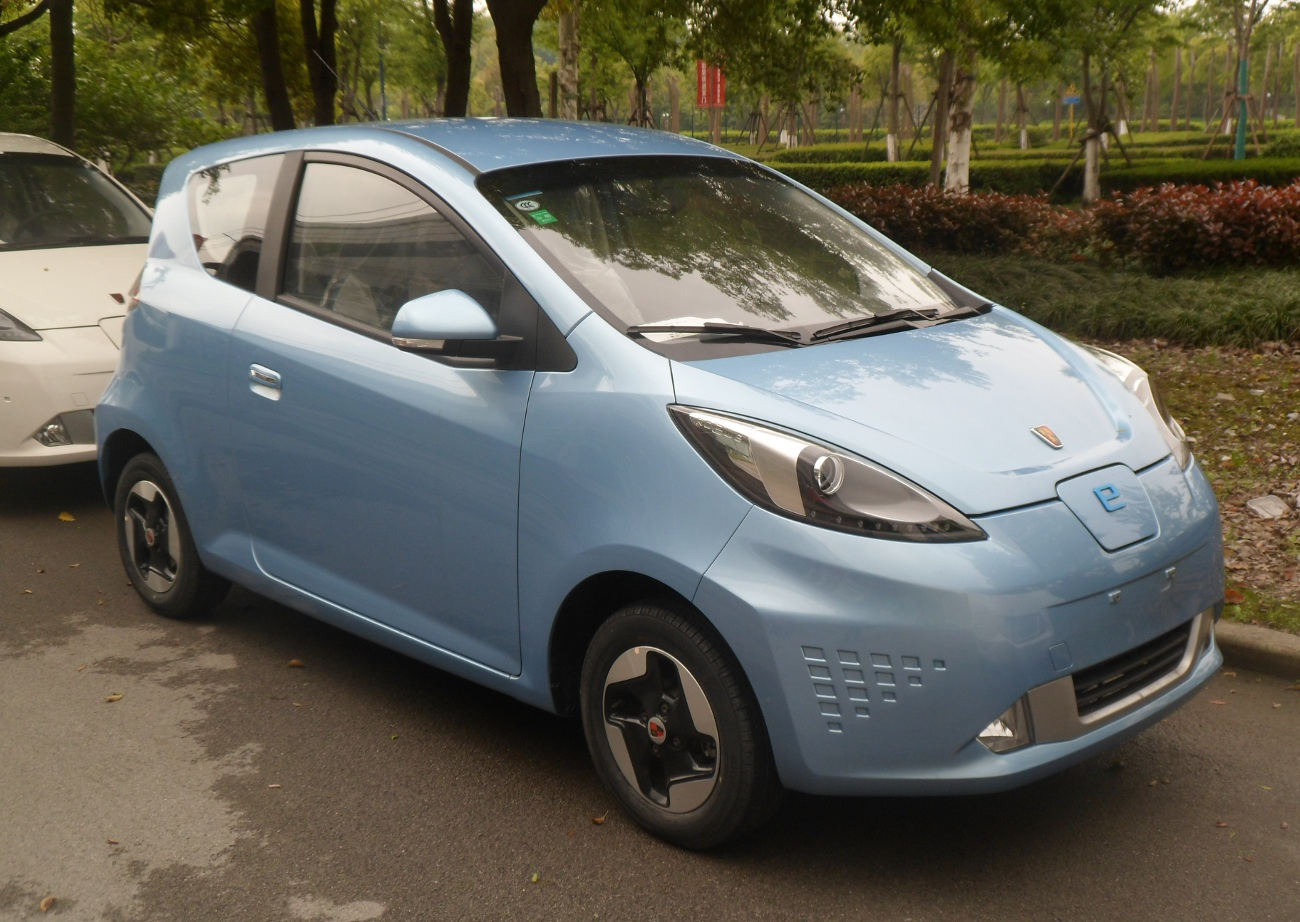
Roewe e50
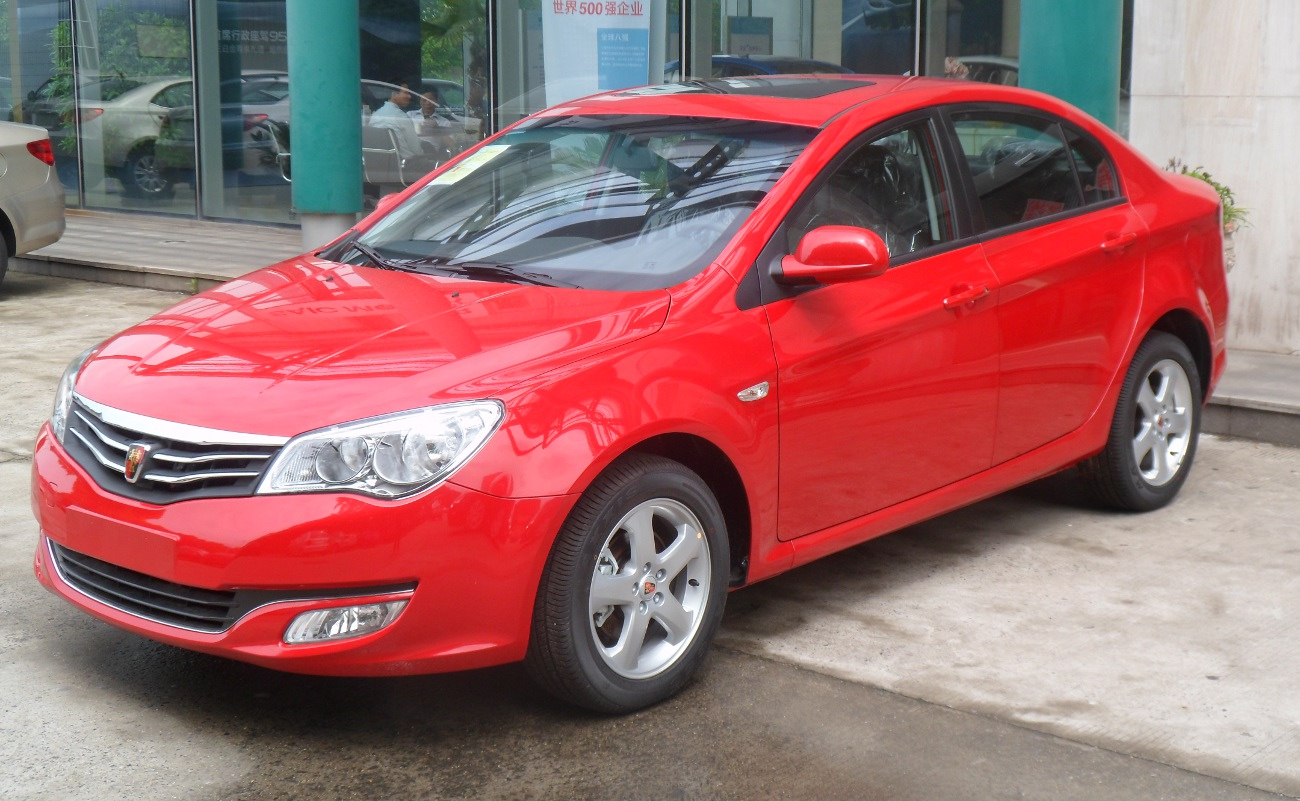
Roewe 350
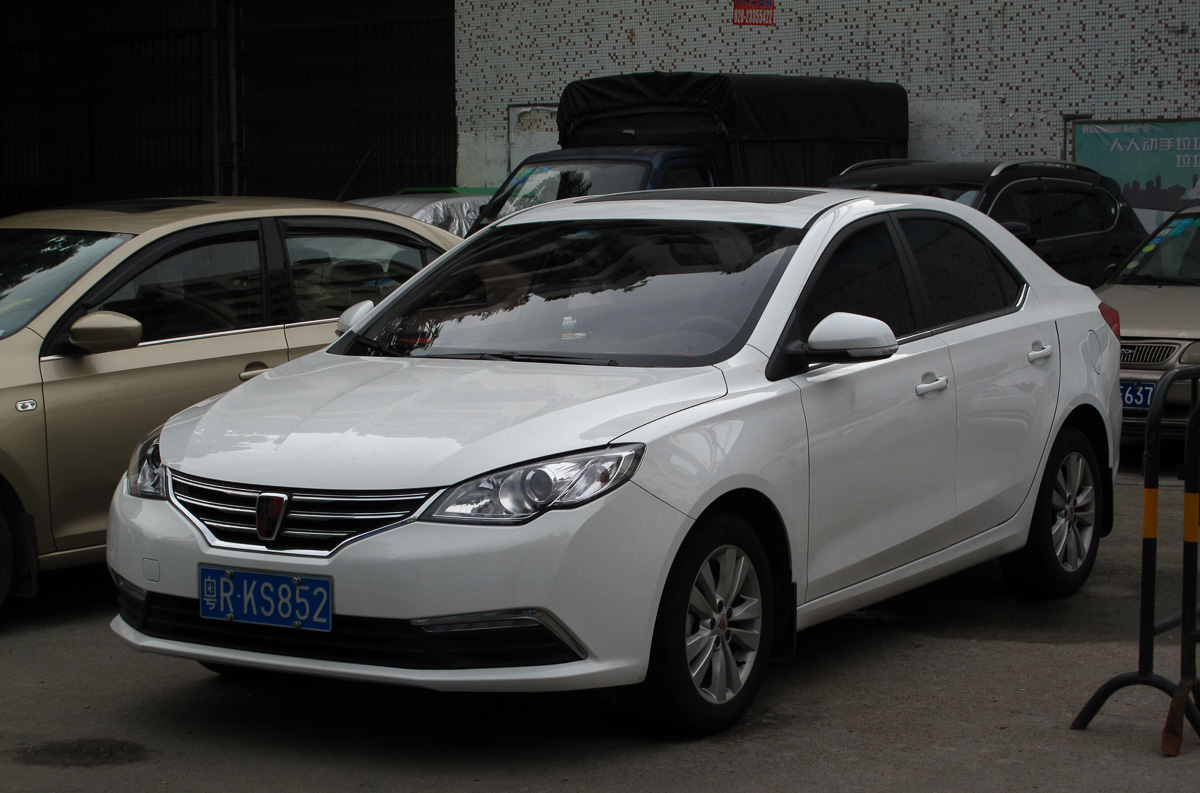
Roewe 360
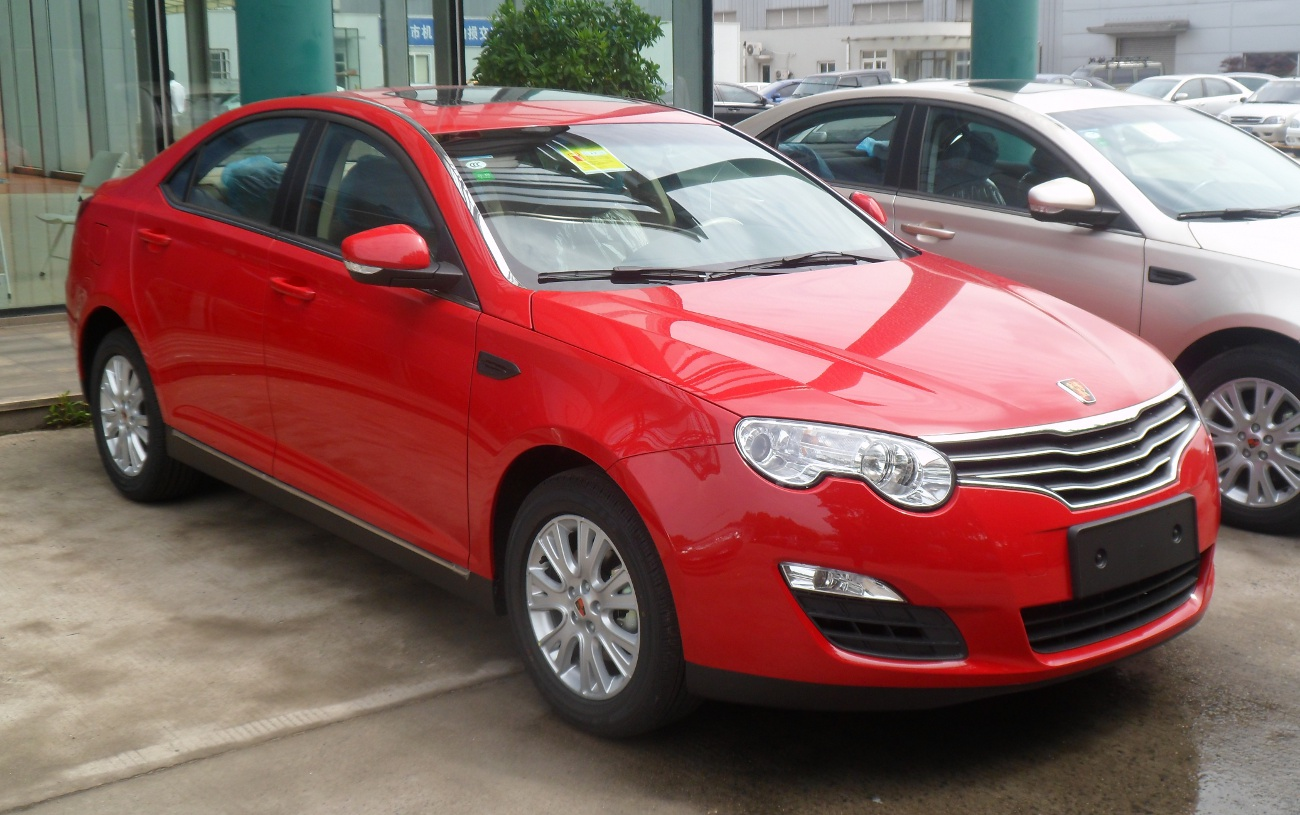
Roewe 550
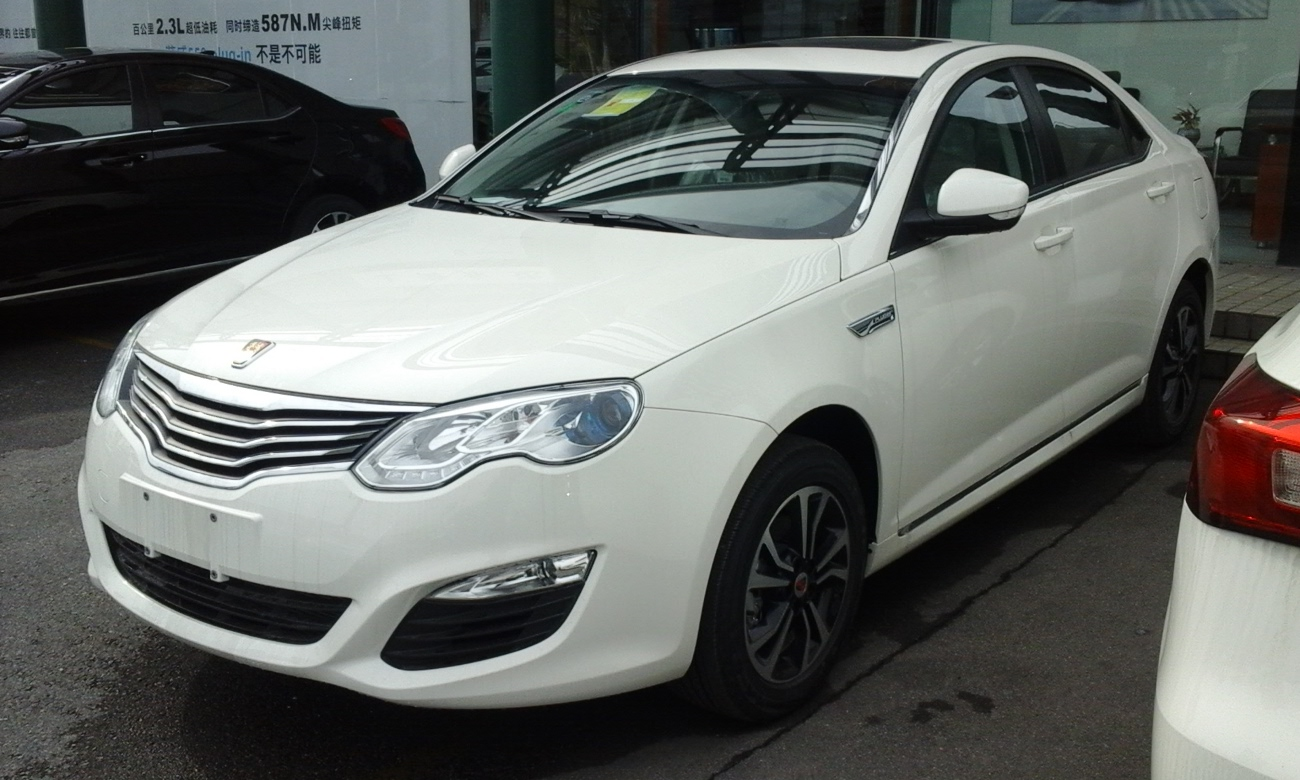
Roewe e550
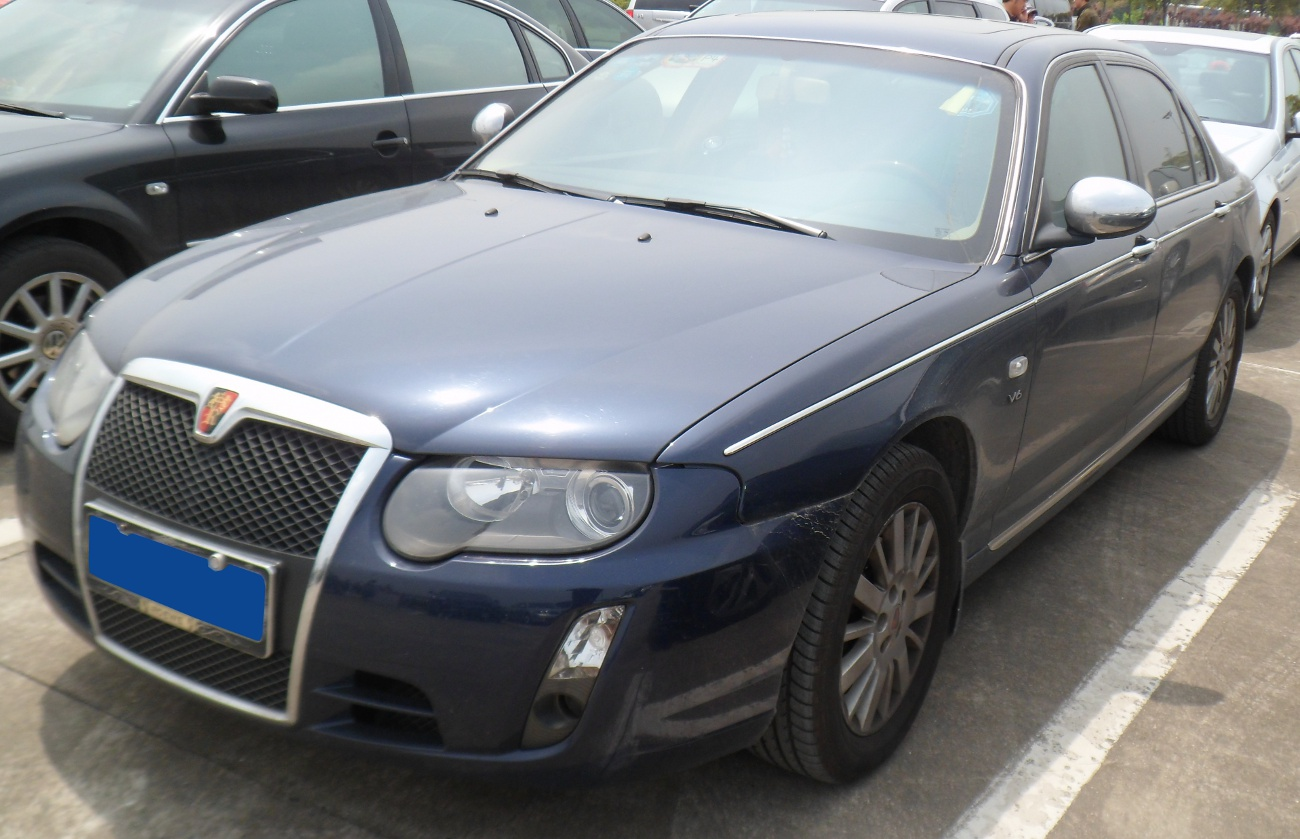
Roewe 750
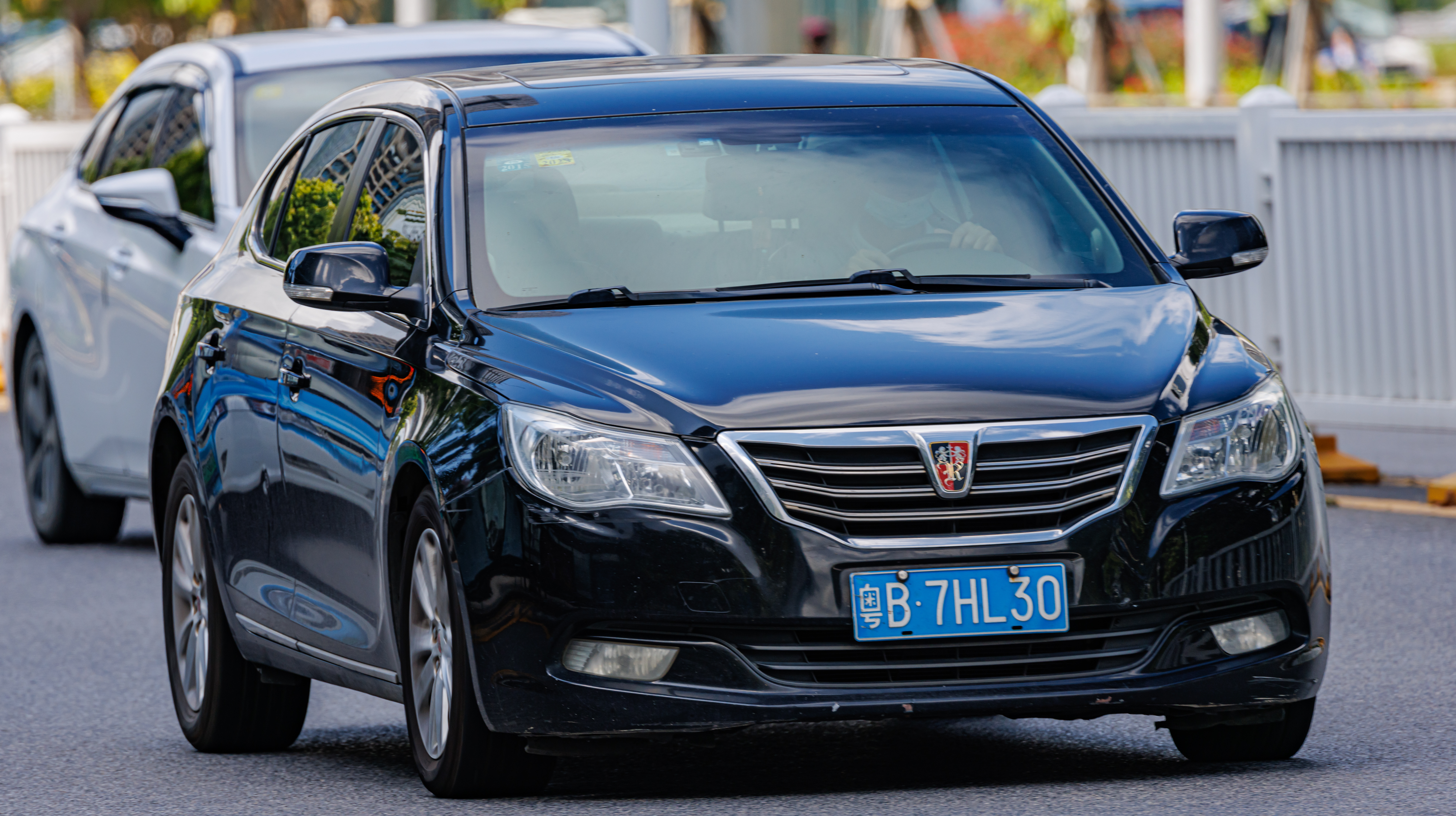
Roewe 950
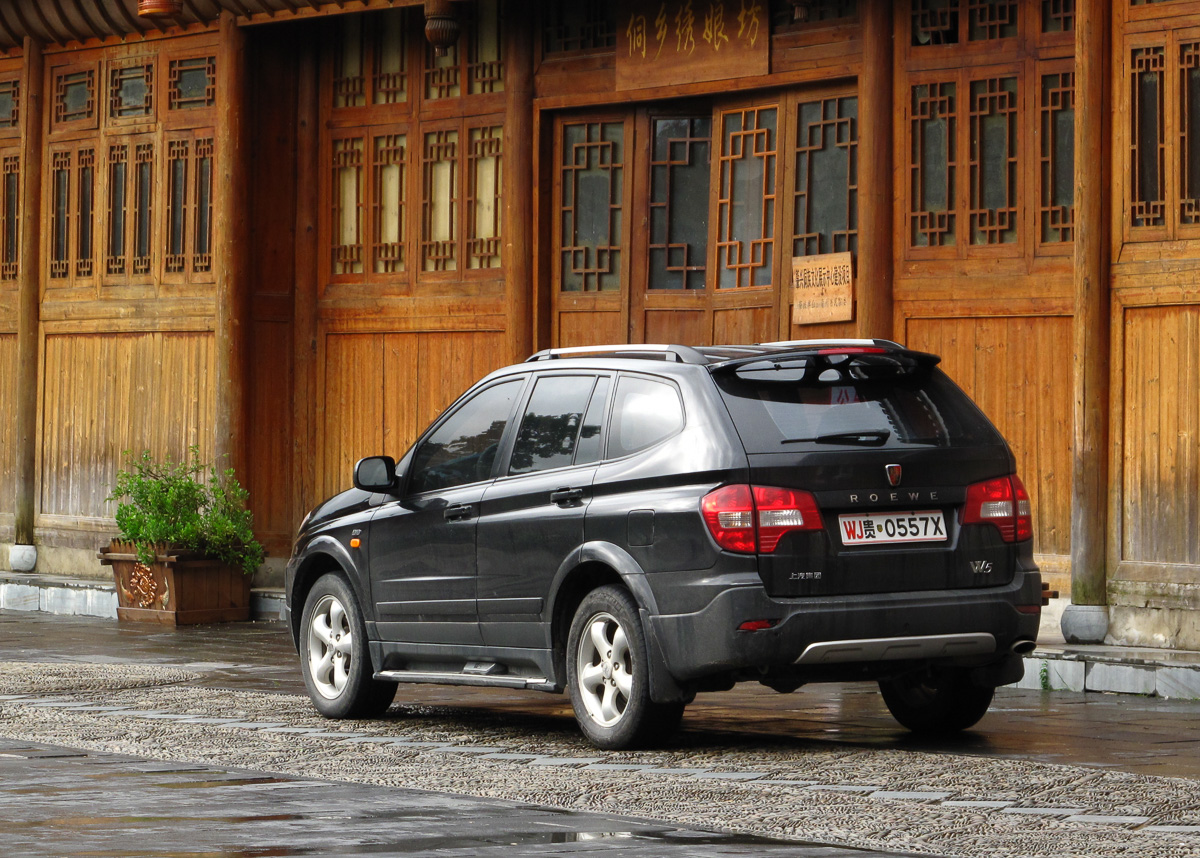
Roewe W5
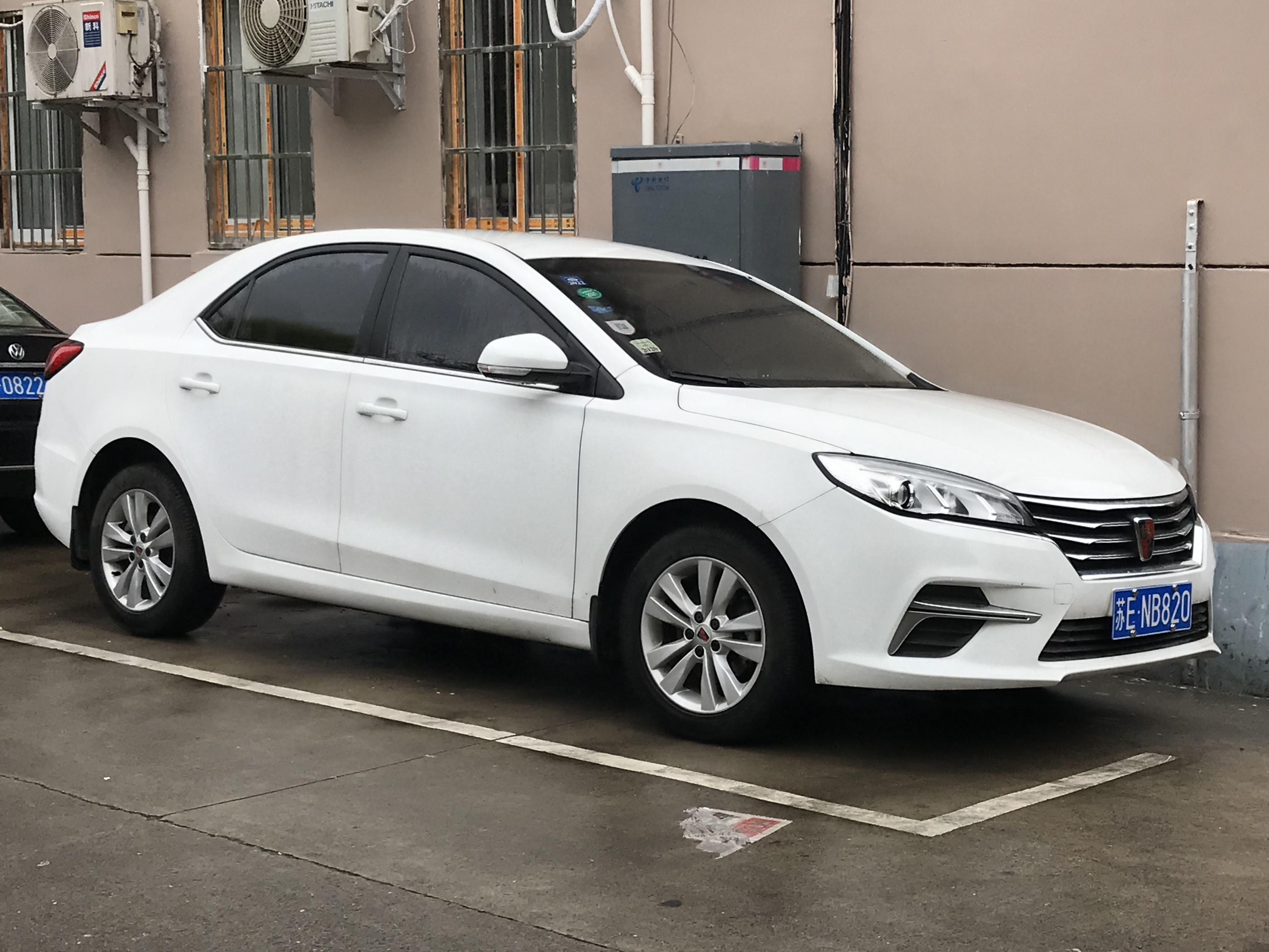
Roewe 360 Plus
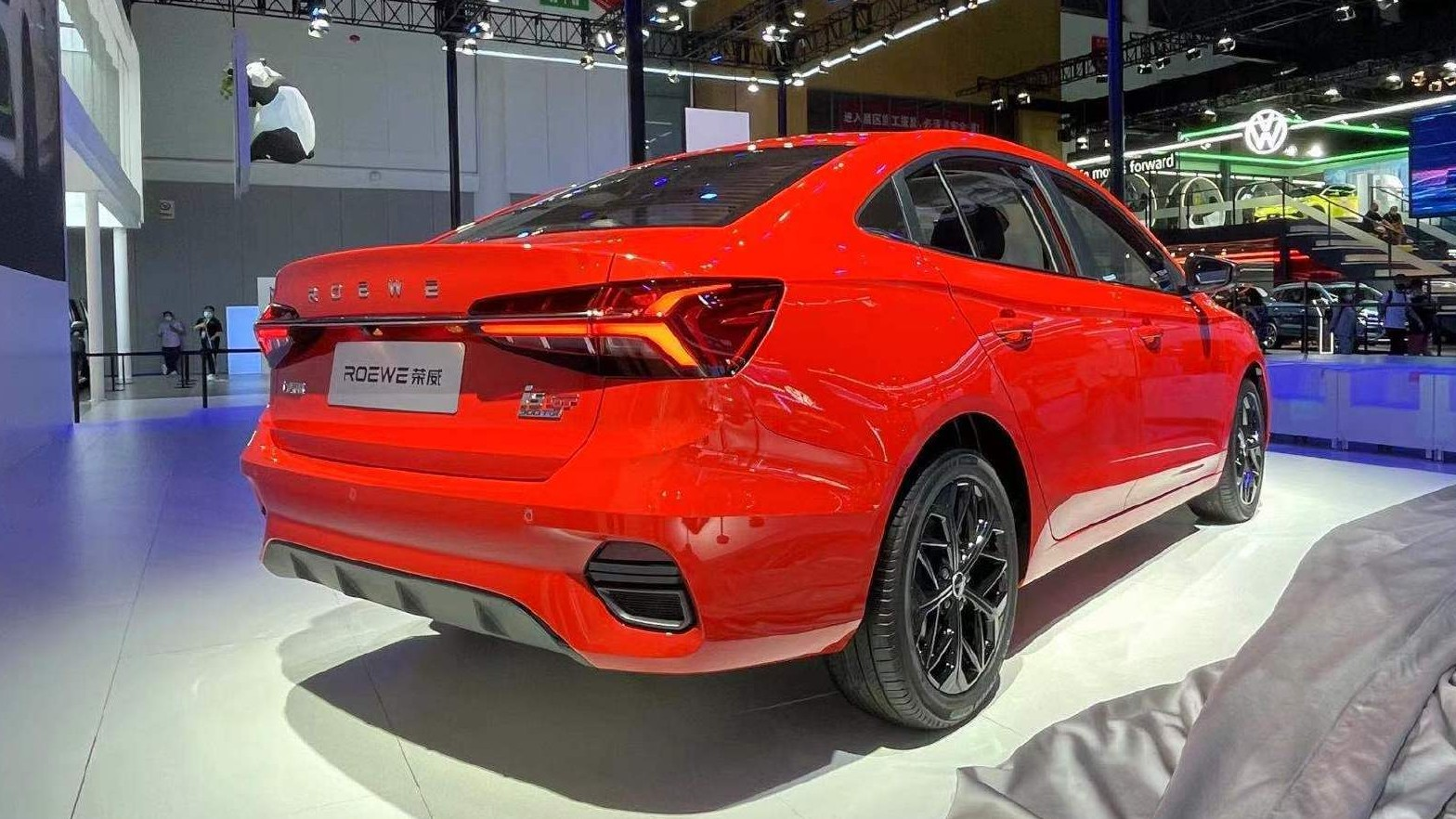
Roewe i5
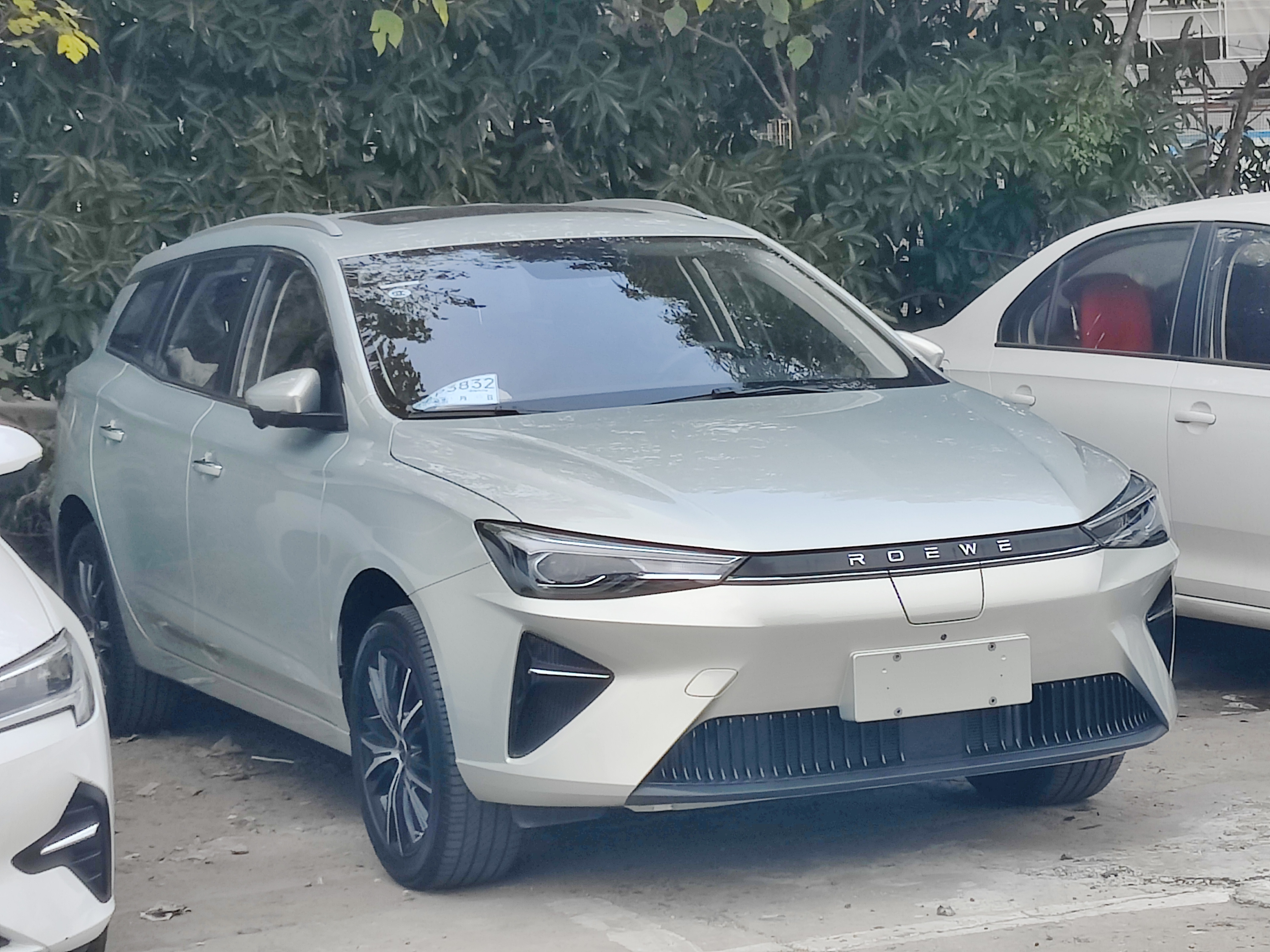
Roewe Ei5
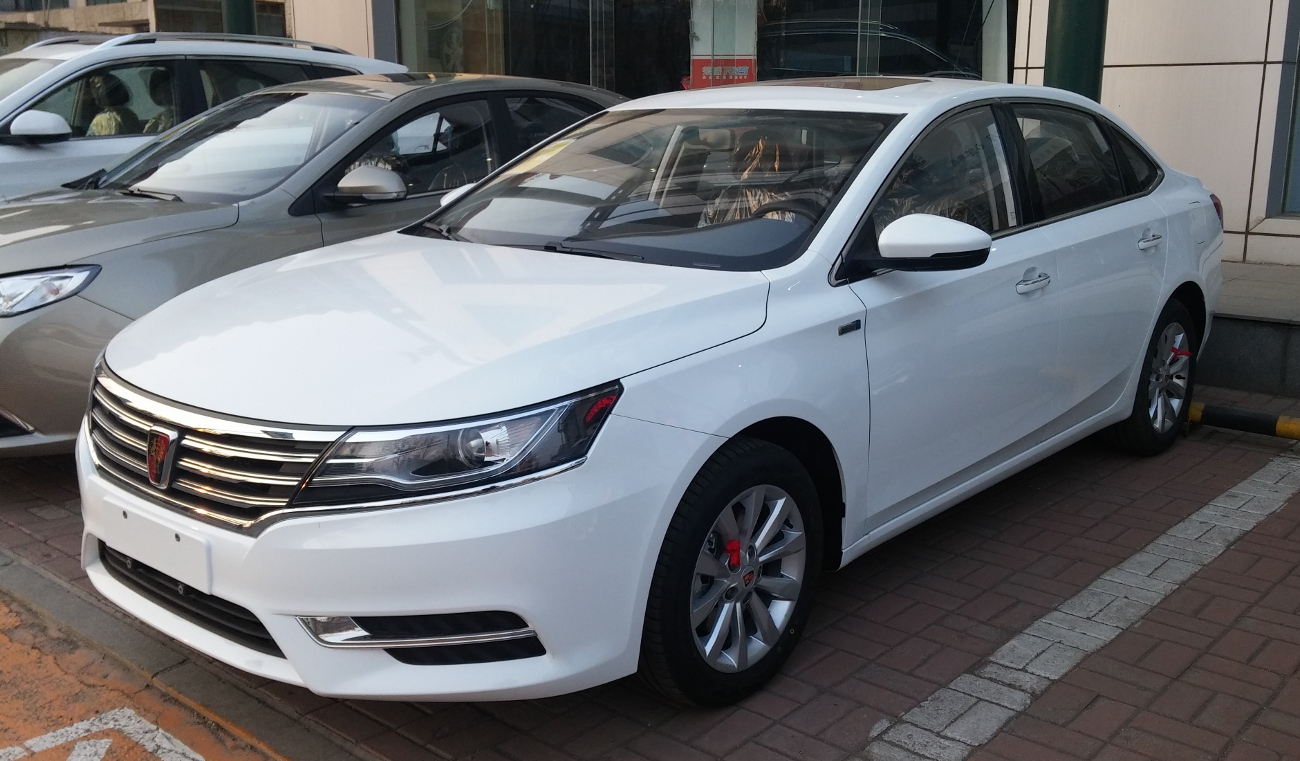
Roewe i6
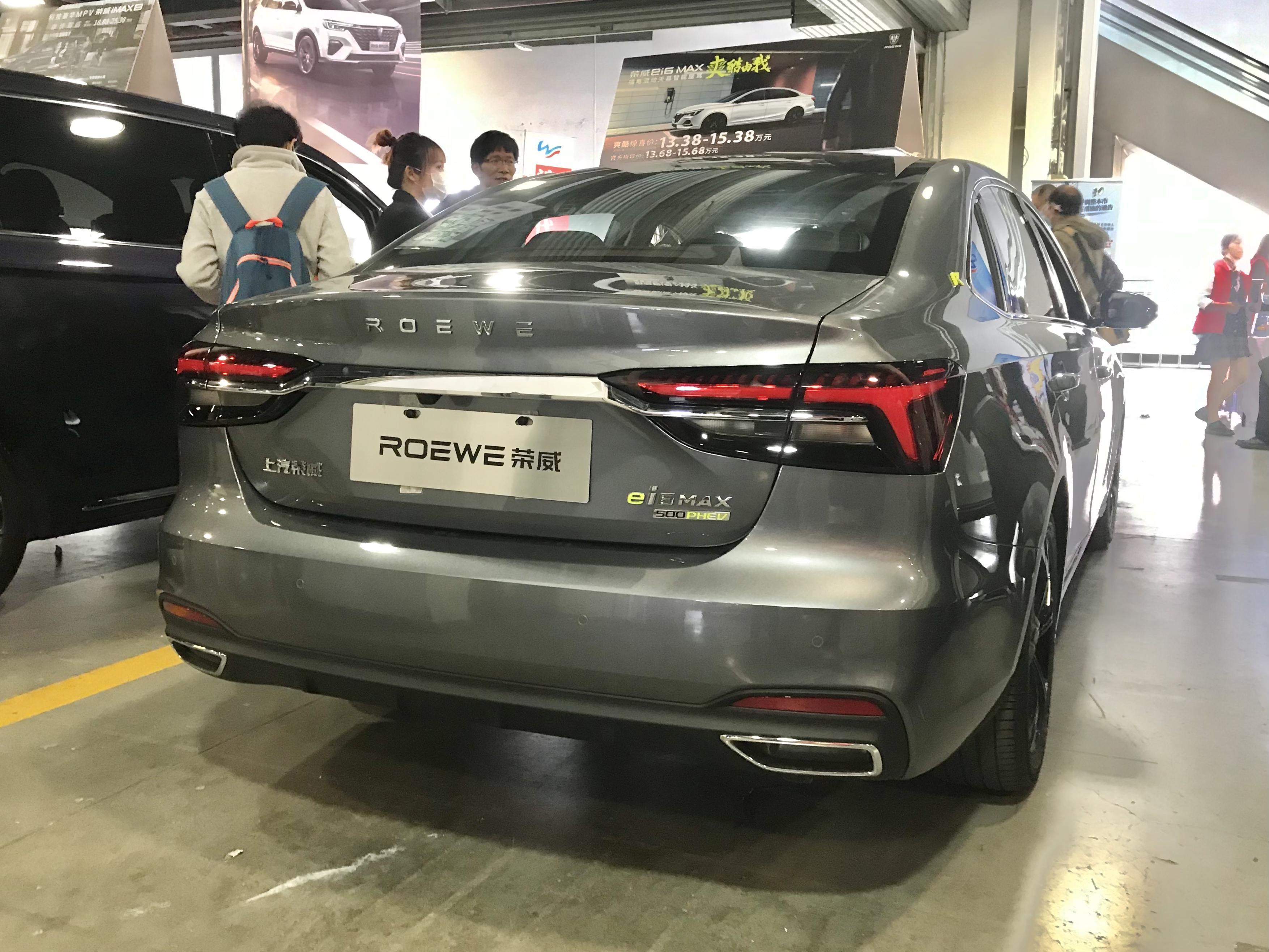
Roewe ei6
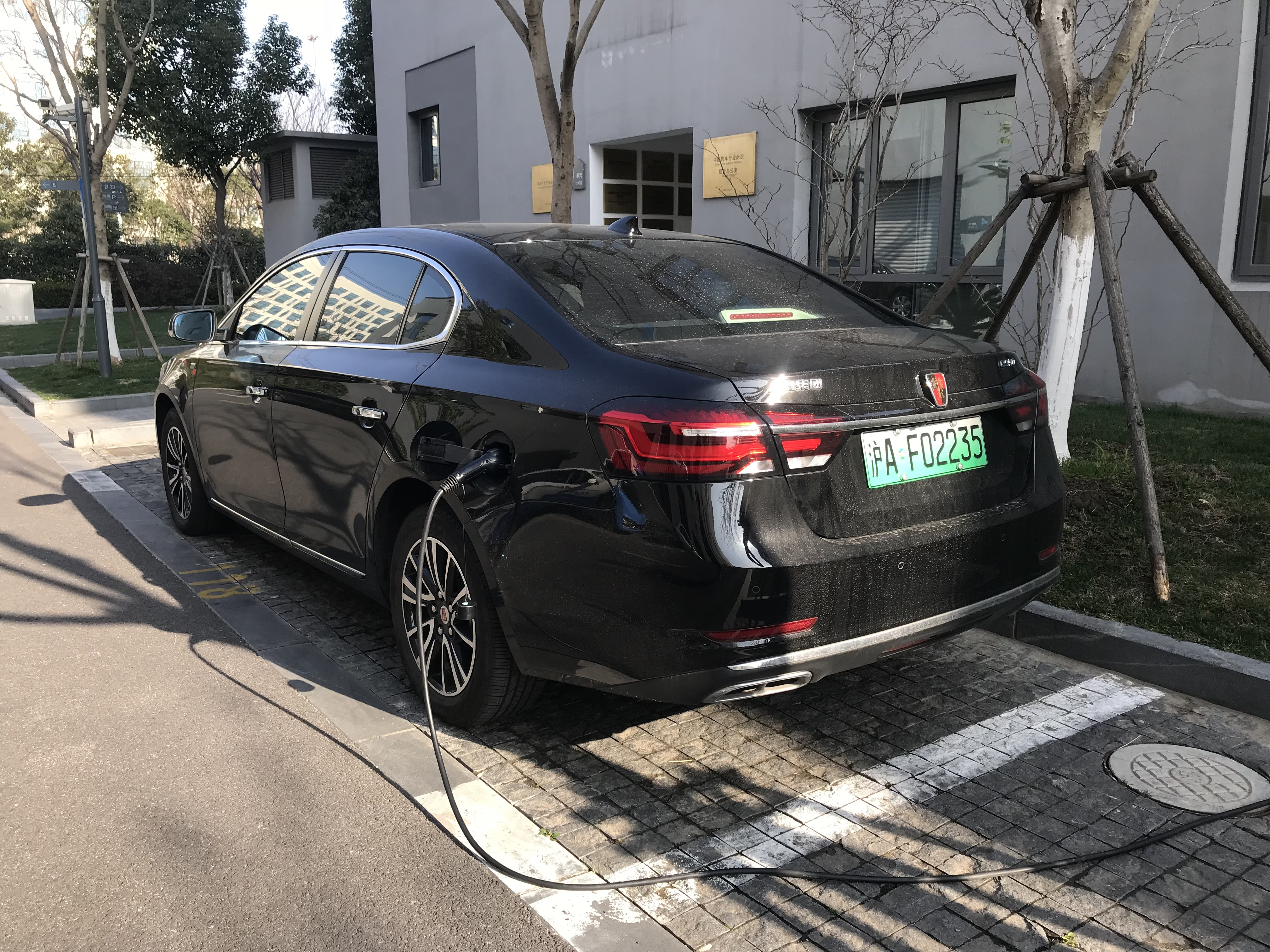
Roewe e950
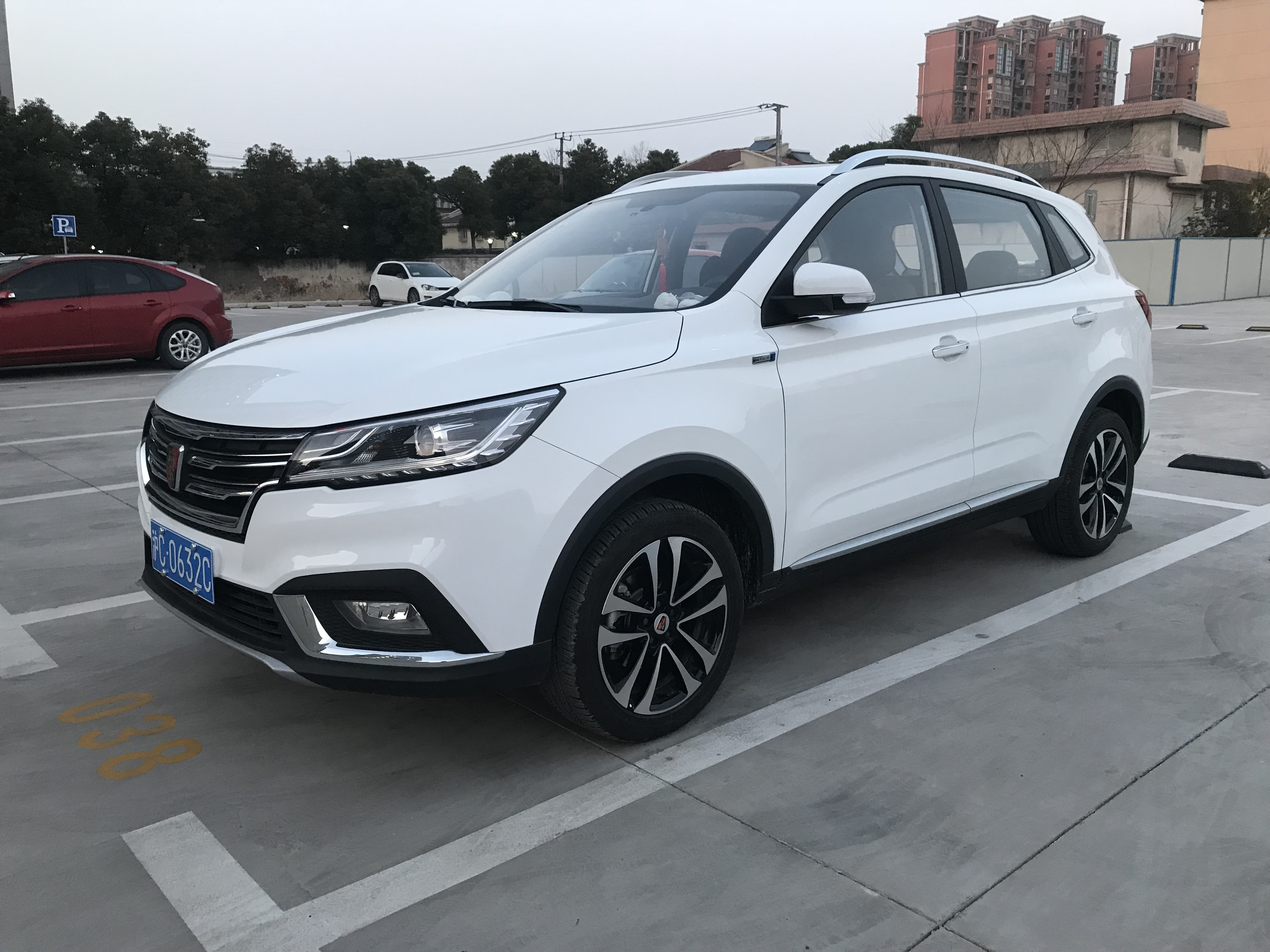
Roewe RX3
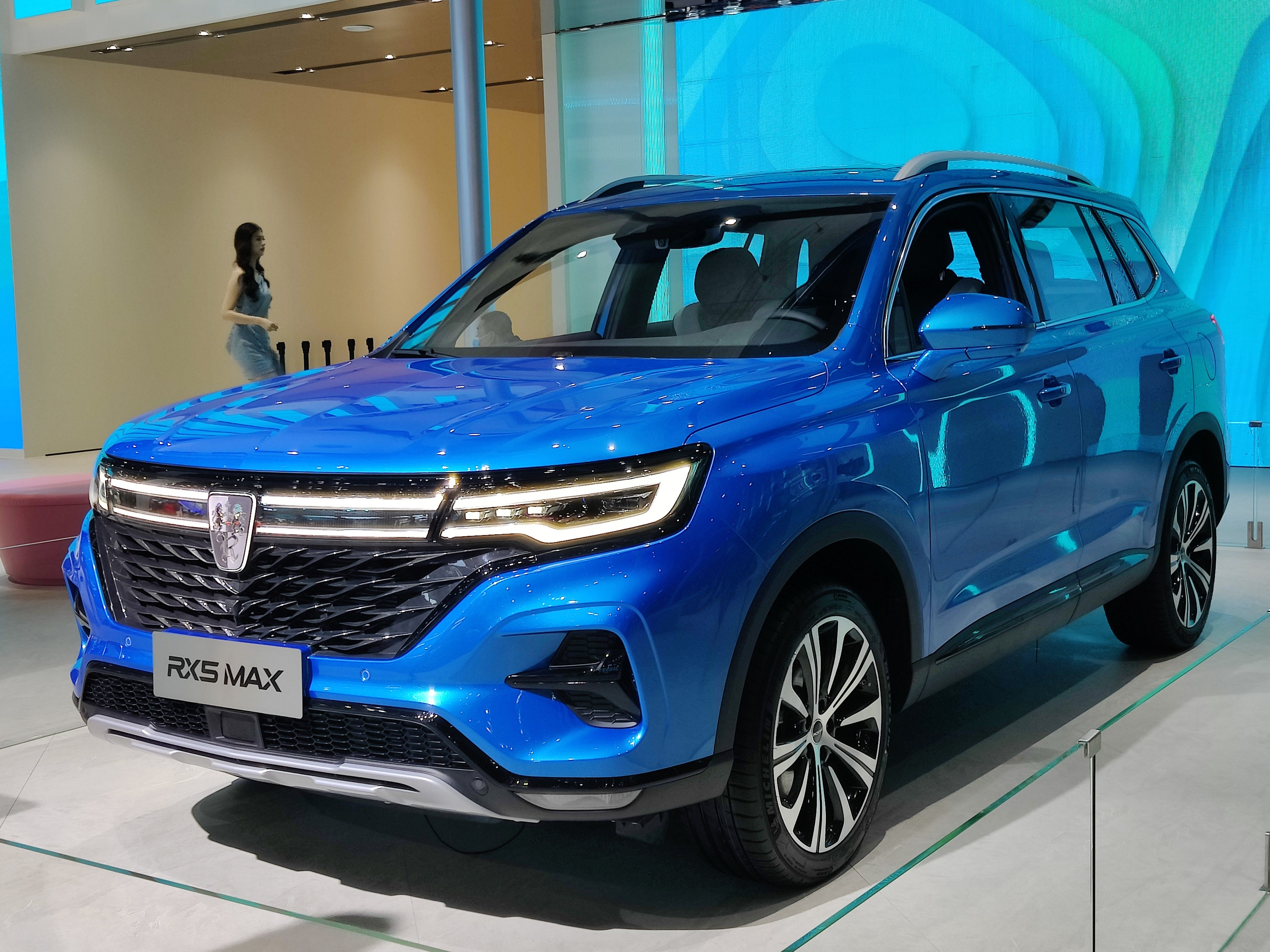
Roewe RX5
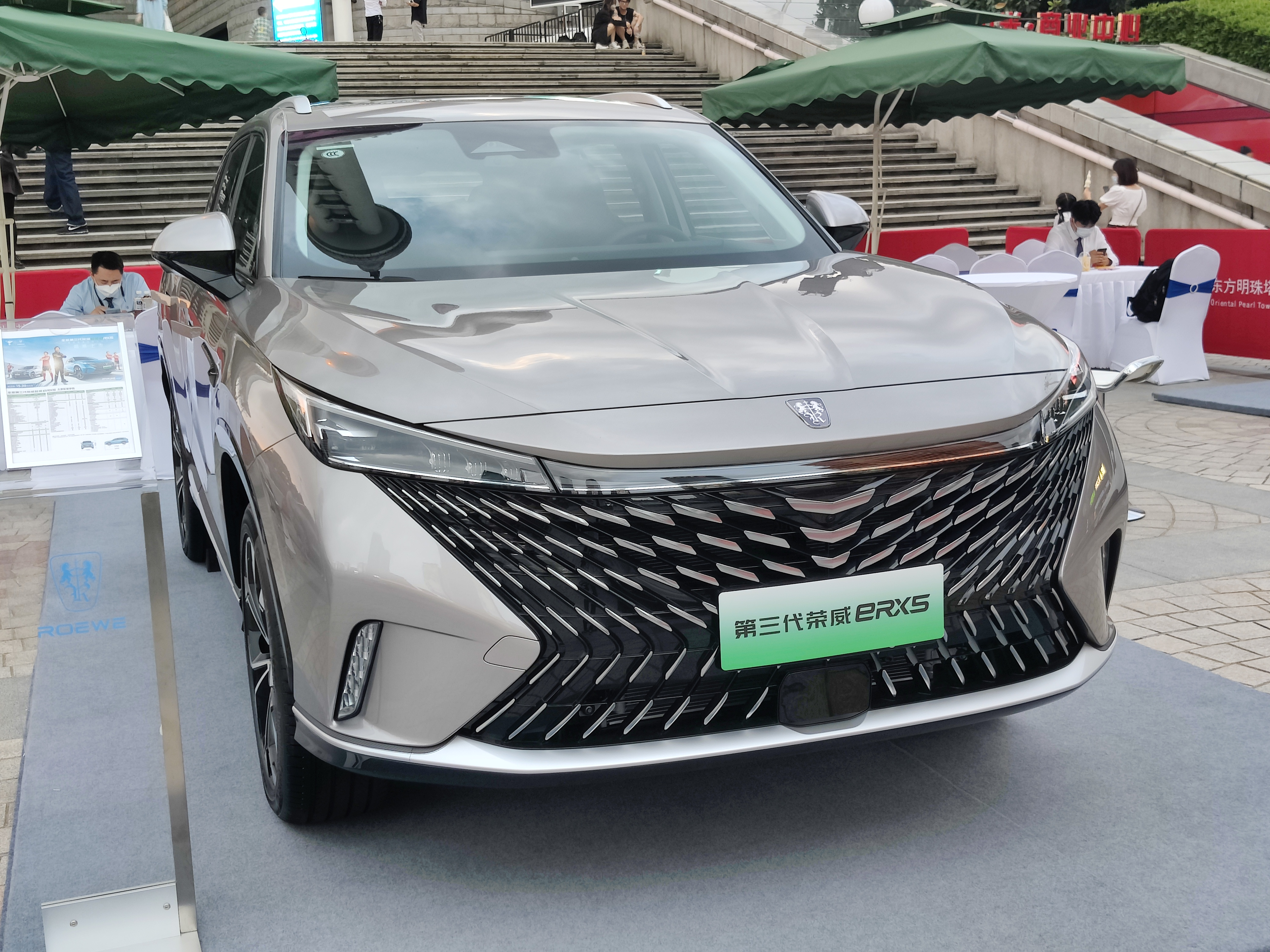
Roewe eRX5
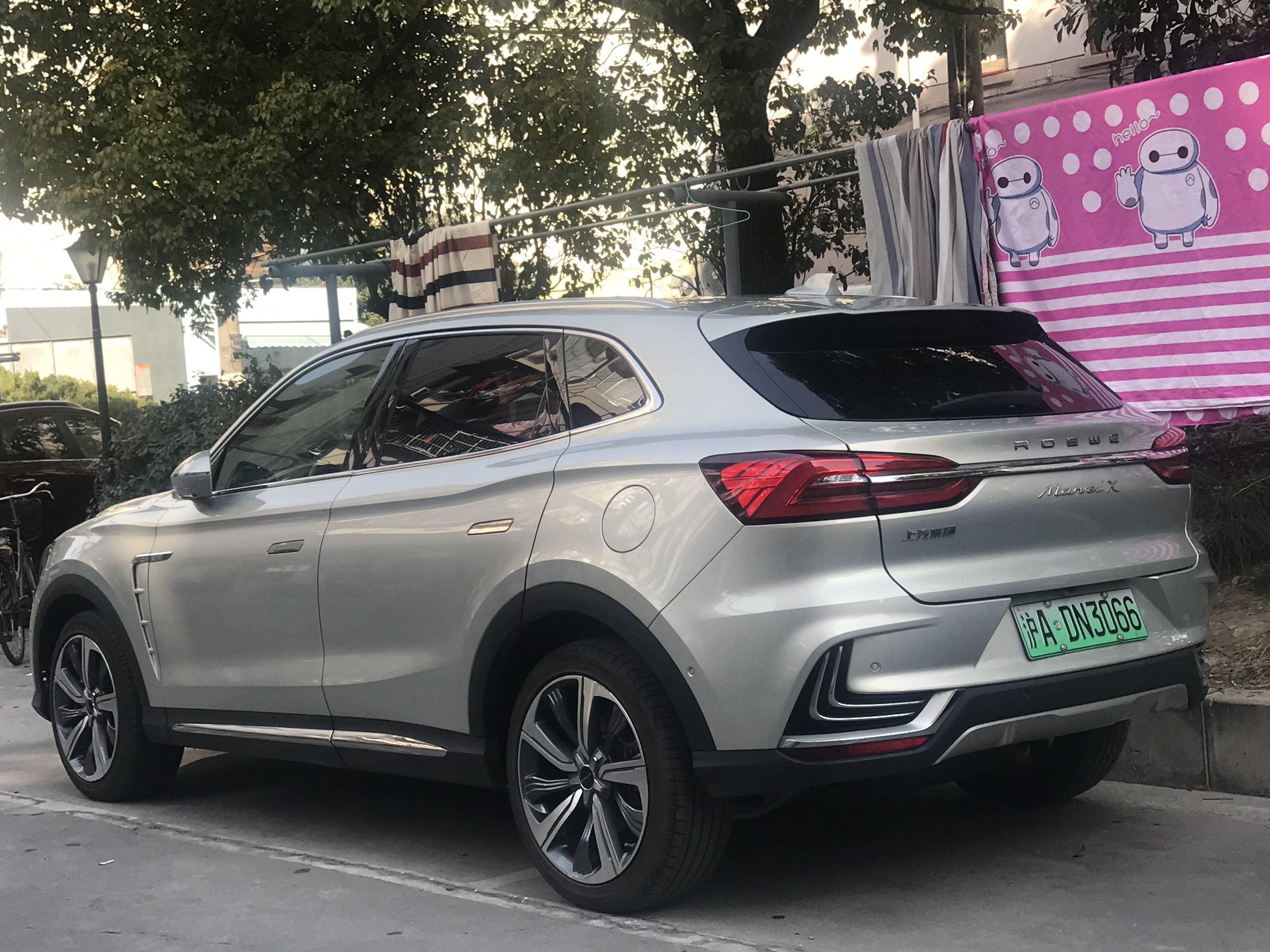
Roewe Marvel X
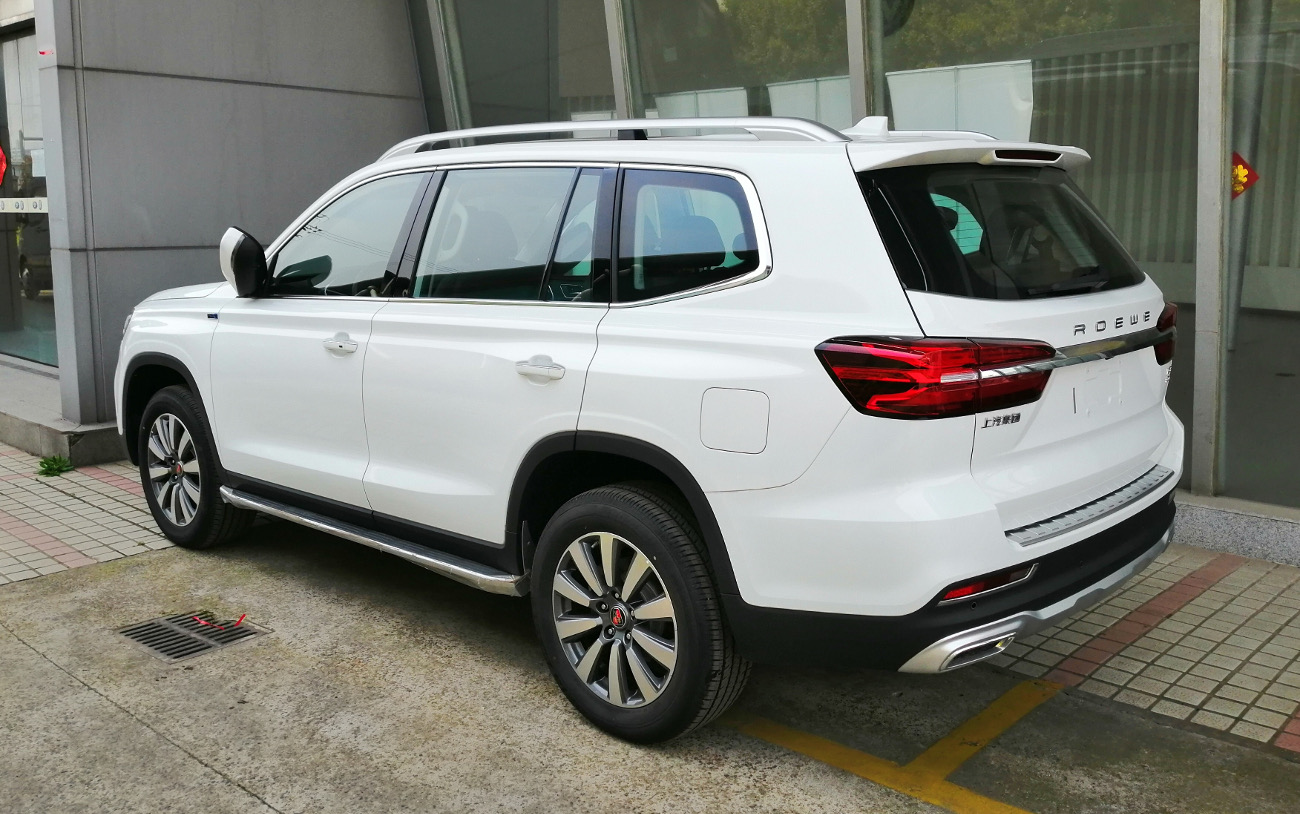
Roewe RX8

Produse curente:

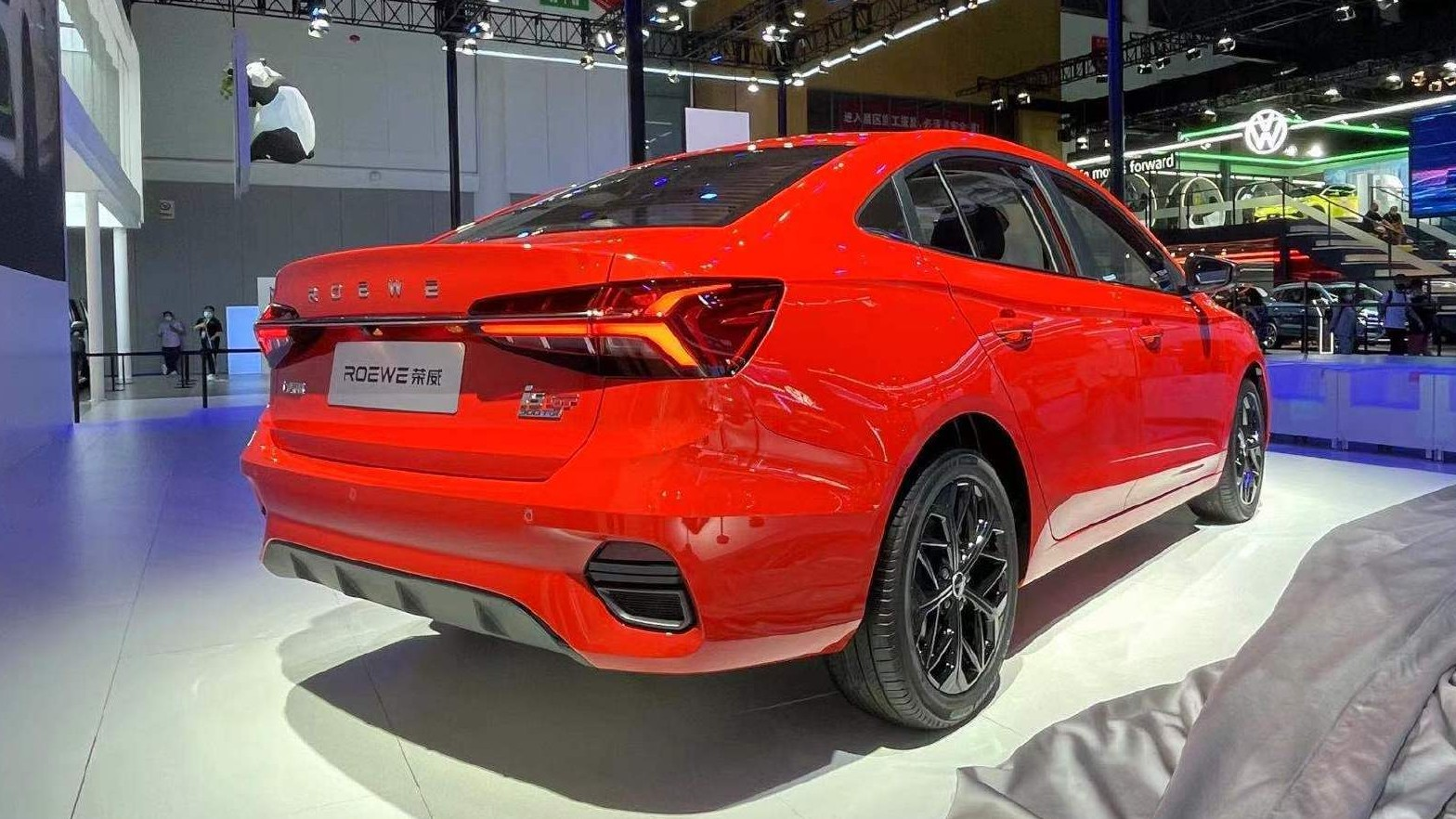
Roewe i5
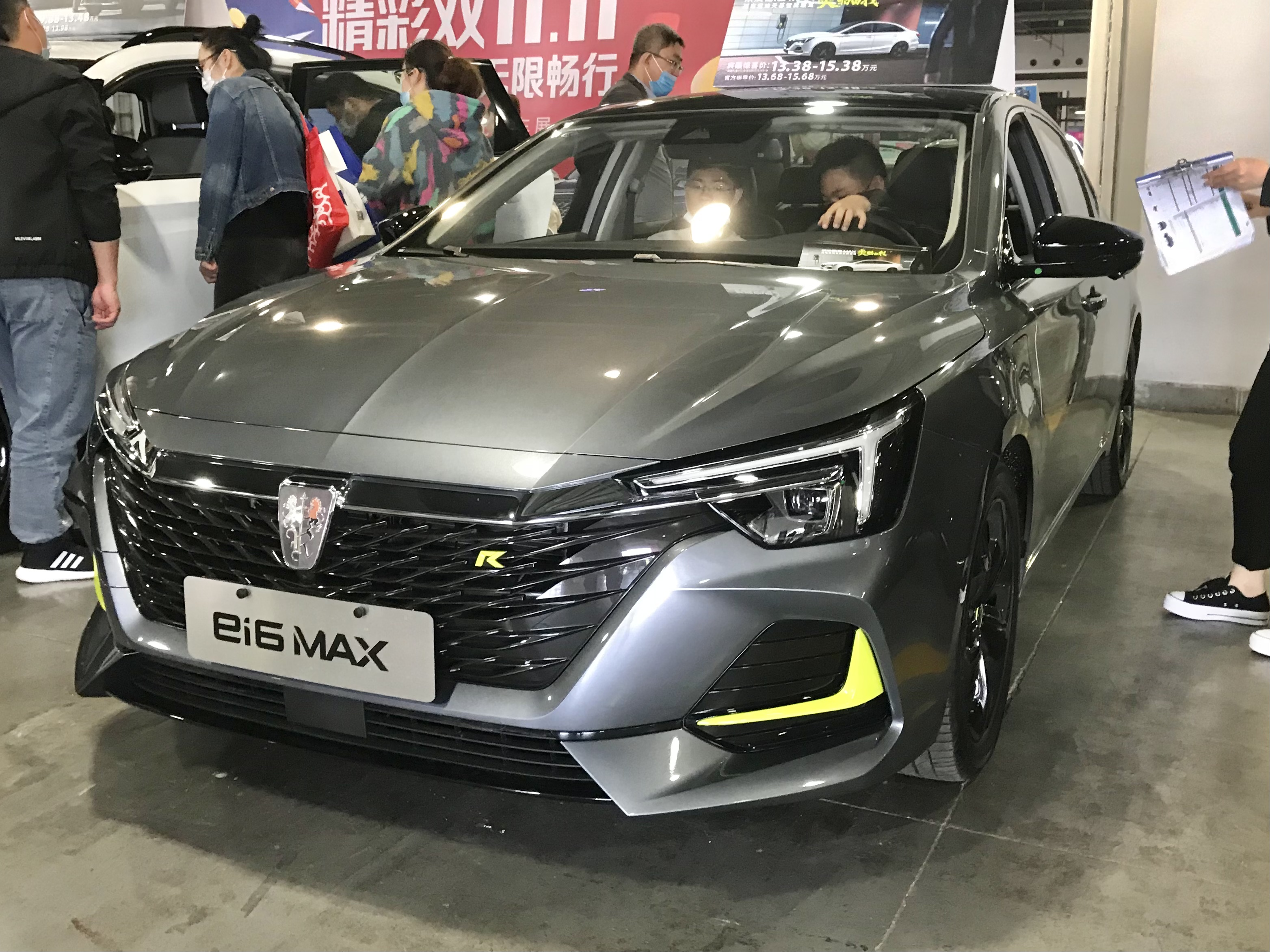
Roewe ei6 Max
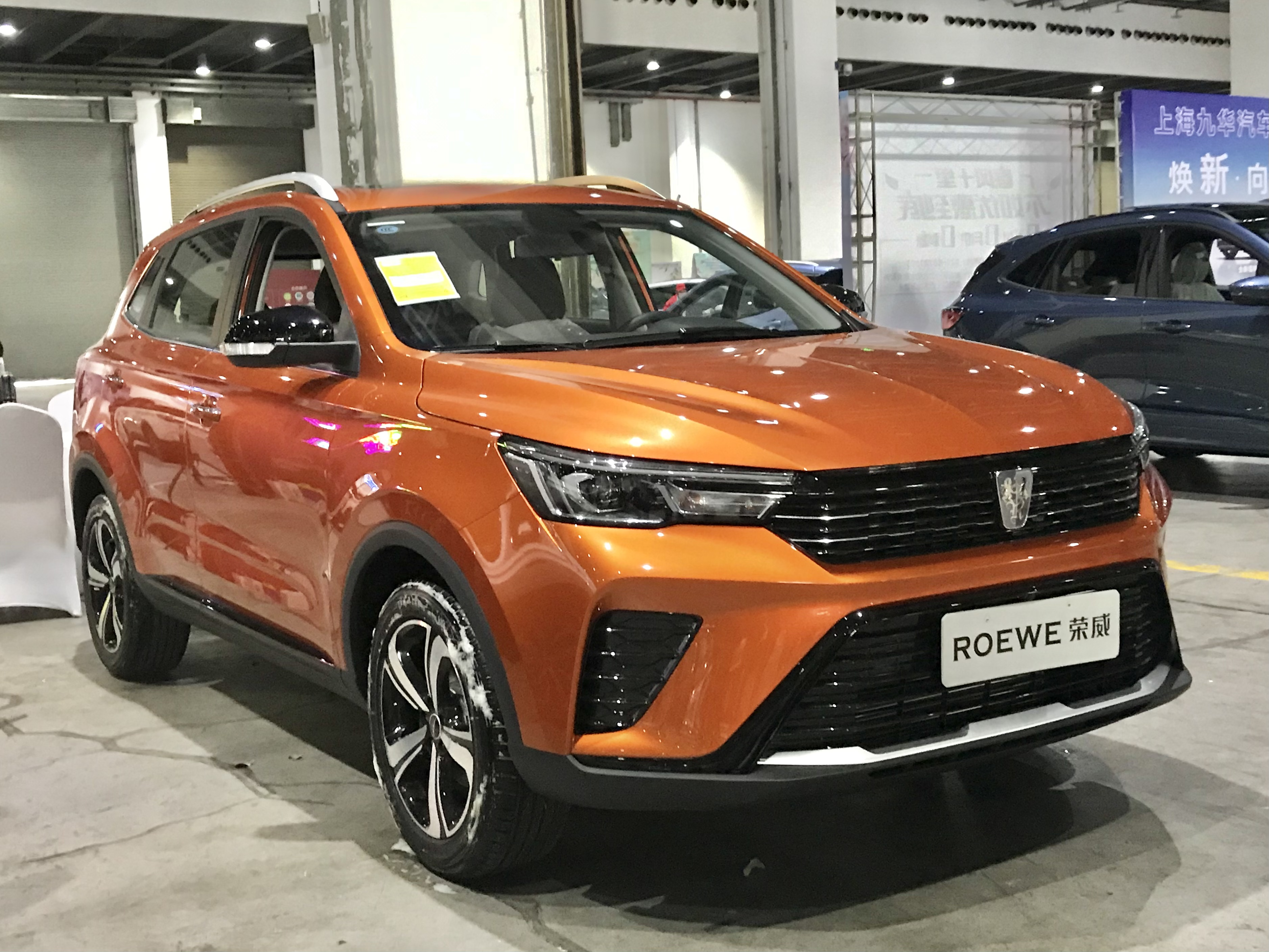
Roewe RX3 Pro
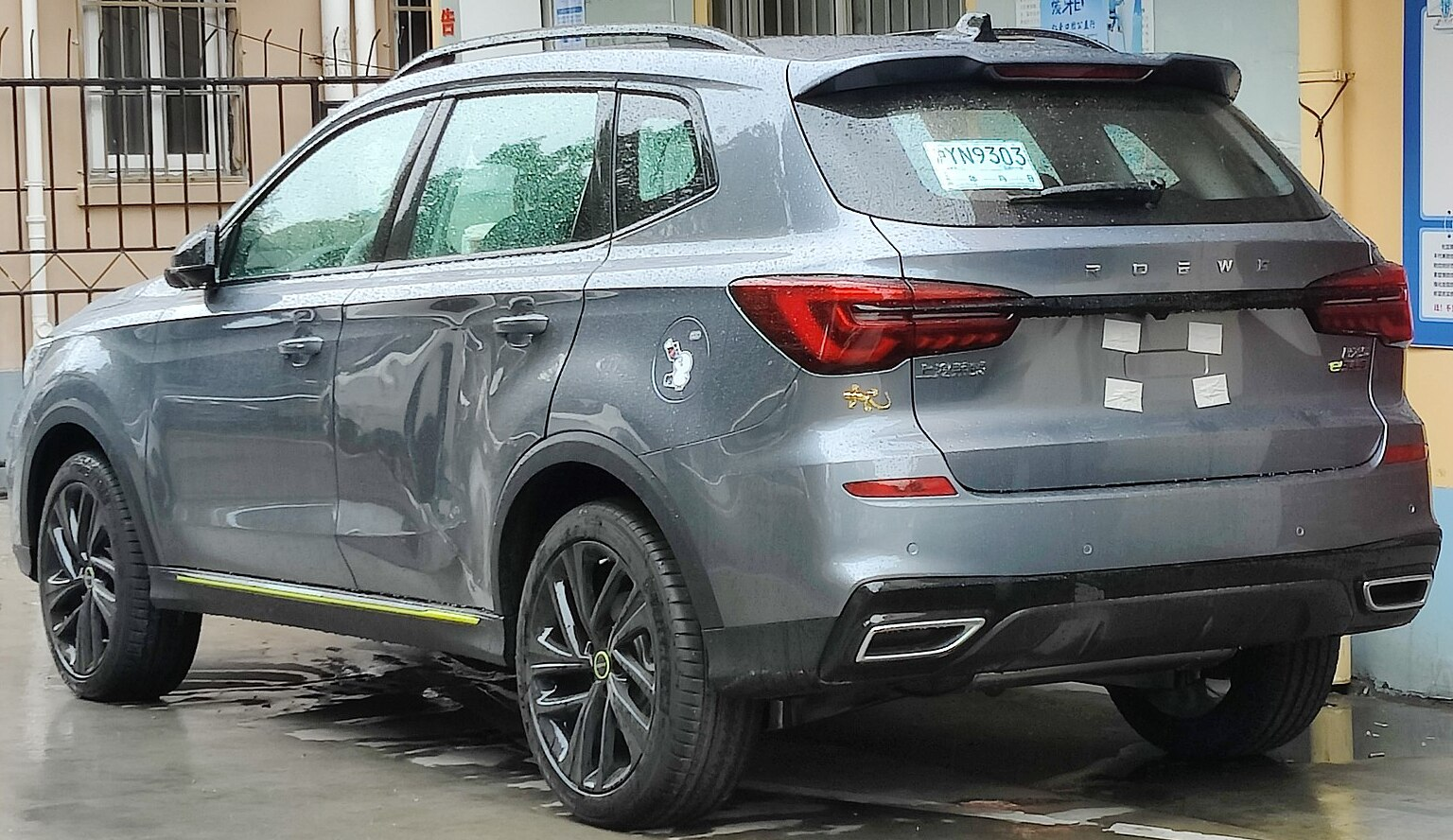
Roewe RX5 ePlus
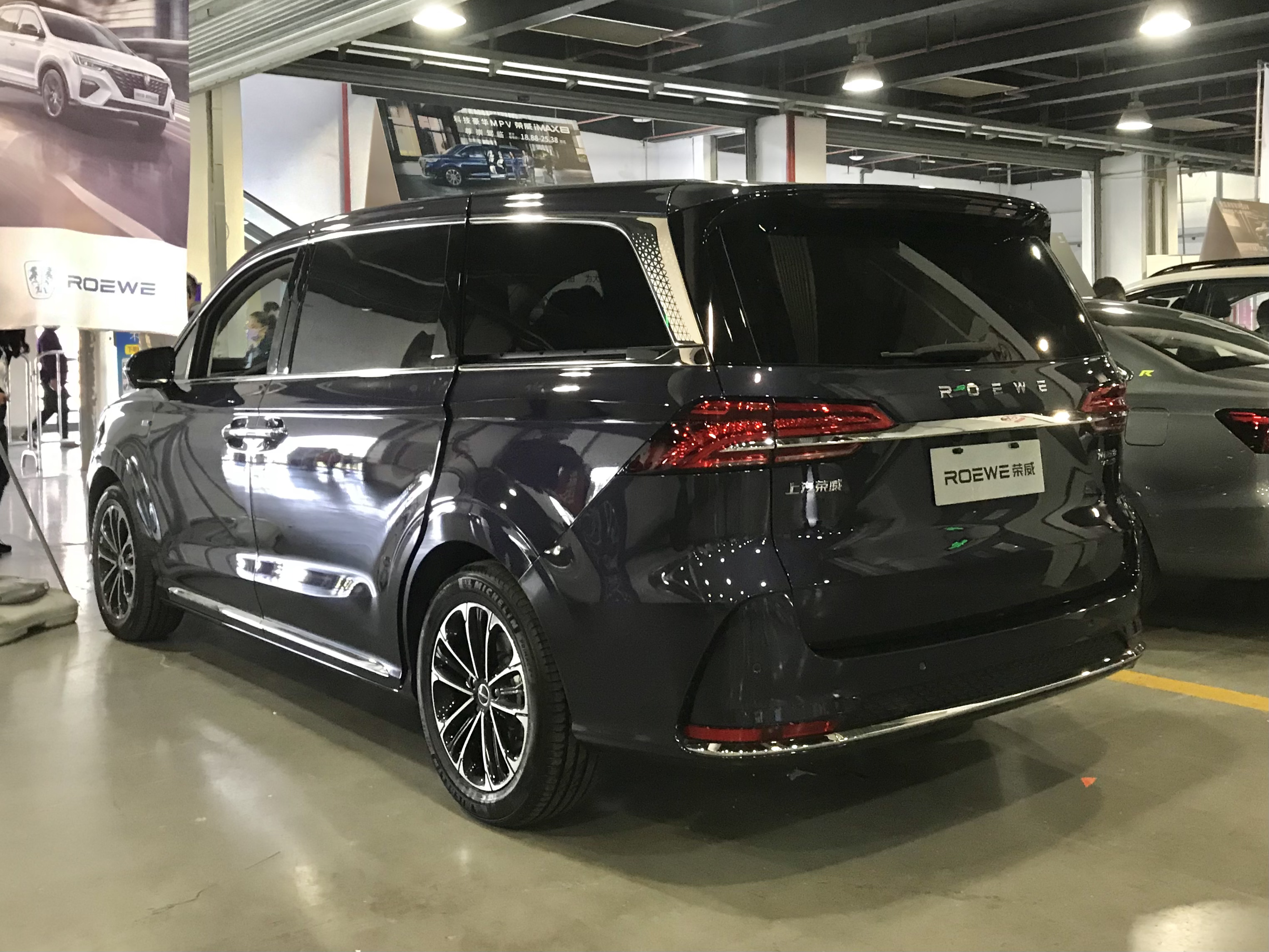
Roewe iMax 8
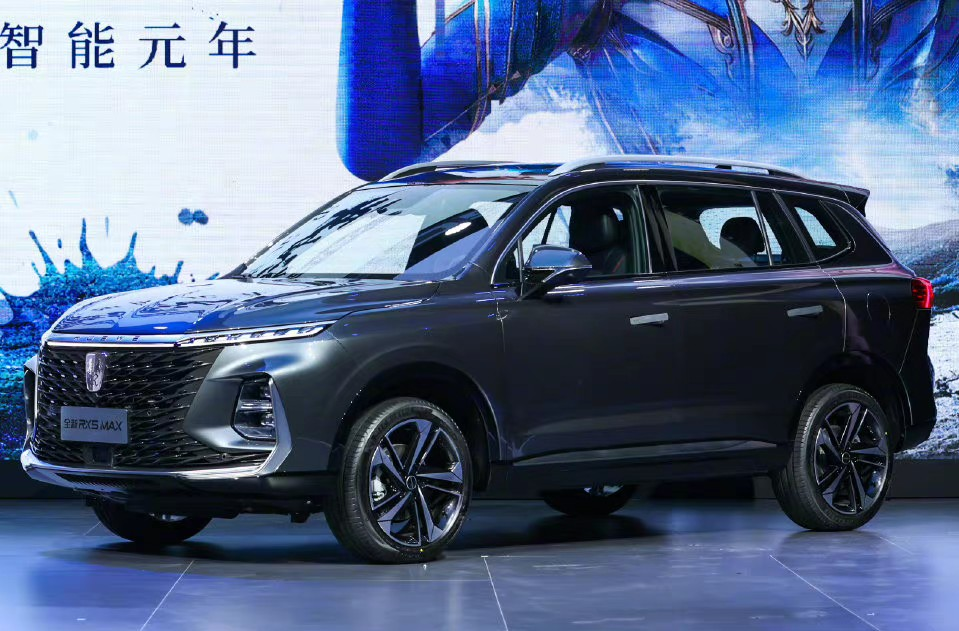
Roewe RX5 Max
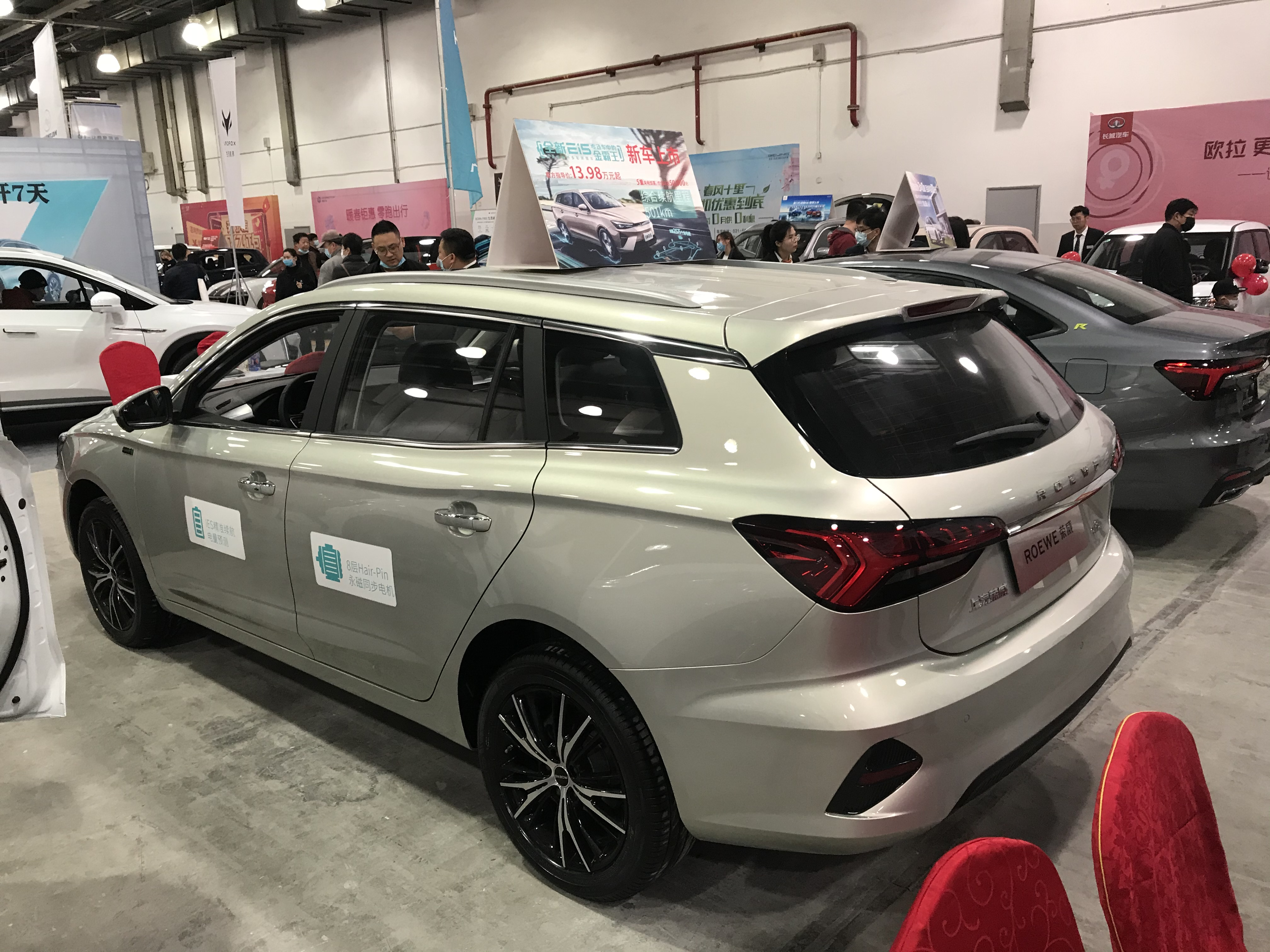
Roewe Ei5
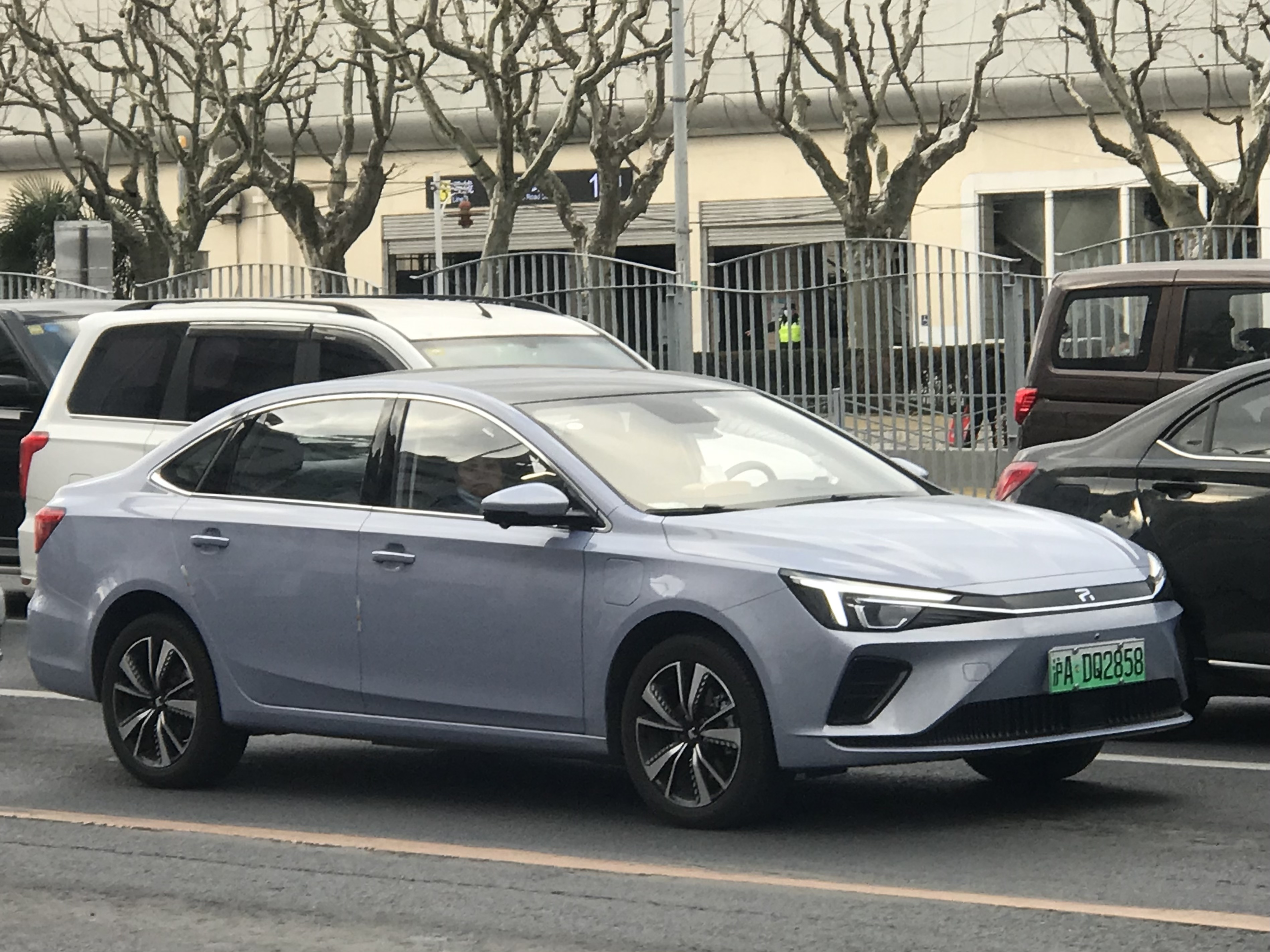
Roewe ER6
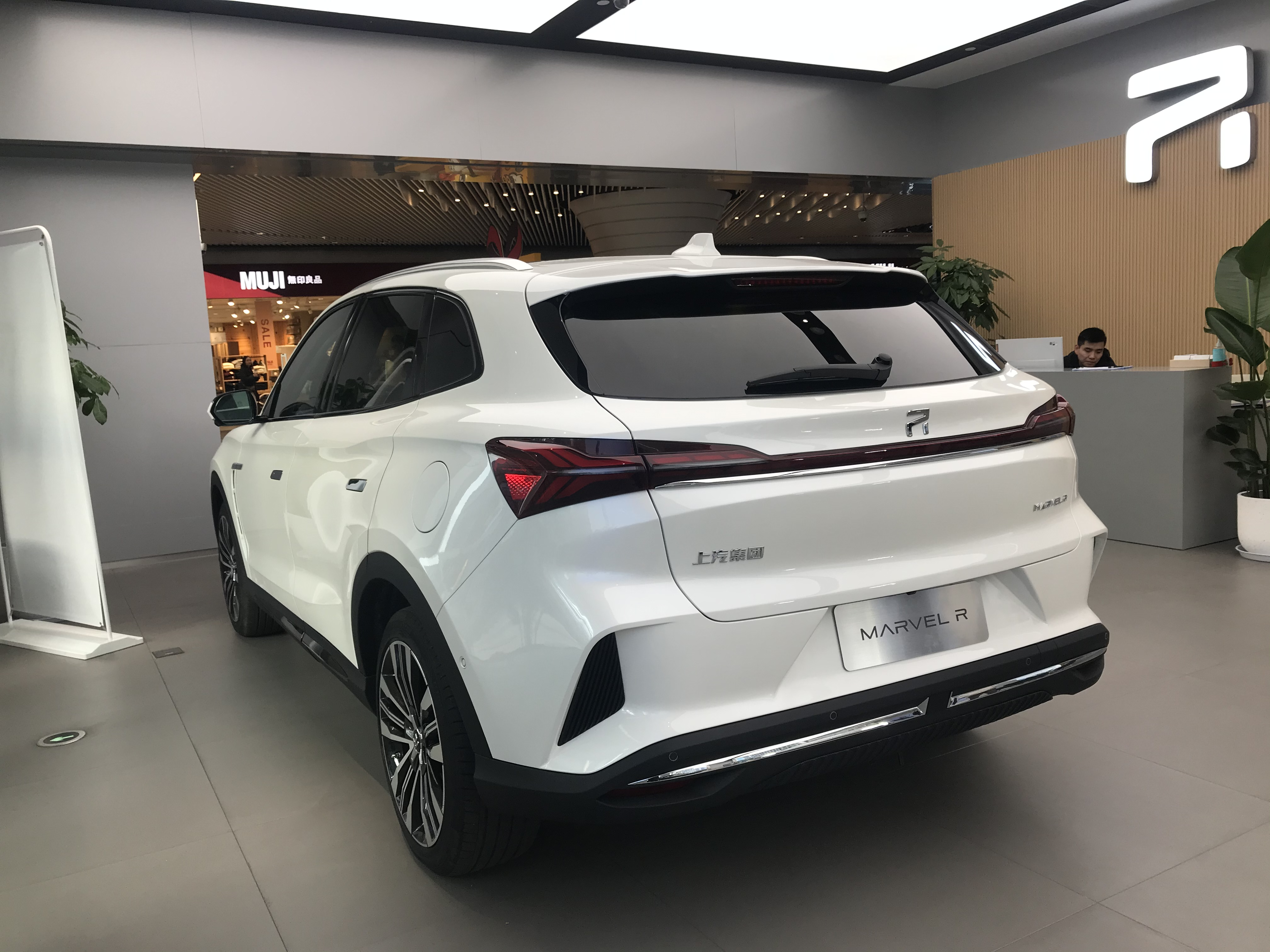
Roewe Marvel R

## Vânzări
Un total de 155.336 de vehicule Roewe au fost vândute în China în 2013, devenind al 29-lea cel mai vândut brand de mașini din țară în acel an (și al 13-lea cel mai vândut brand chinez).

#### Exporturi
În afara Chinei, modelele derivate din Roewe sunt vândute în prezent sub marca MG.
În 2008, Roewe 550 și 750 au fost lansate în Chile sub denumirile MG 550 și, respectiv, MG 750. MG 350 mai mic și MG 6 sportiv au fost expuse la cel de-al unsprezecelea Salon Auto de la Santiago, în octombrie 2010.
Vânzările europene au început pentru prima dată în Belarus, cu o versiune MG a modelului 550. Revista britanică de mașini Autocar a testat Roewe 350 în 2010, sugerând că modelul va fi construit și vândut în Marea Britanie, dar Roewe a negat acest lucru. Cu toate acestea, din aprilie 2011, MG6 de la SAIC (un Roewe 550 reproiectat) a început asamblarea la vechea fabrică MG Rover din Longbridge. Mașinile de pe piața europeană prezintă anumite îmbunătățiri față de frații săi chinezi, respectând standardele de emisii Euro V mai degrabă decât Euro IV.